# Harry Potter

Logo della serie cinematografica

Harry Potter è una serie di romanzi fantasy scritta da J. K. Rowling, incentrata sulle avventure del giovane mago Harry Potter e dei suoi migliori amici Ron Weasley ed Hermione Granger, studenti della Scuola di Magia e Stregoneria di Hogwarts. Il mondo magico nel quale è ambientata la saga consiste in una società parallela che vive celata al resto del mondo reale, quello delle persone comuni, che vengono definite "babbani". L'arco narrativo segue principalmente lo scontro tra il protagonista e il mago oscuro Lord Voldemort, desideroso di conquistare il mondo magico e l'immortalità.
Ideata nei primi anni novanta, la saga, pubblicata in sette libri tra il 1997 e il 2007, riscosse un ampio successo commerciale e mediatico, generando un grande seguito sia tra i più giovani che tra gli adulti. Tradotta in oltre ottanta lingue, tra le quali il latino e il greco antico, Harry Potter resta una delle serie di libri più vendute nella storia dell'editoria, con una vendita complessiva di 500 milioni di copie fino al 2019. Oltre ai sette romanzi, l'autrice ha pubblicato tre pseudobiblia come supplemento alla saga: Gli animali fantastici: dove trovarli, Il Quidditch attraverso i secoli e Le fiabe di Beda il Bardo. A ciò si aggiunge la sceneggiatura dello spettacolo teatrale Harry Potter e la maledizione dell'erede, pubblicata nel 2016. Nel 2012 è stato inoltre aperto il portale web Pottermore, dedicato alla divulgazione di nuovi approfondimenti sul mondo magico.
Associata anche al genere del romanzo di formazione, la saga si concentra da una parte nel tratteggiare l'evoluzione psicologica di molti dei personaggi e, dall'altra, nel presentare e approfondire diversi temi, tra i quali la morte, l'amore, il libero arbitrio, il razzismo, il classismo e il potere politico, generando numerose critiche letterarie, oltre a dibattiti religiosi relativi ai valori morali trasmessi nell'opera. Molti critici hanno notato similitudini tra Harry Potter e varie altre saghe fantasy, in particolare evidenziando punti di contatto con le opere di C. S. Lewis e di J. R. R. Tolkien. Il mondo costruito dalla Rowling è ispirato alla tradizione e al folklore di molti paesi, in modo particolare al folklore britannico.
La popolarità della saga ha esercitato un notevole impatto culturale, espressosi inizialmente su internet, nel quale il fandom ha avuto modo di aggregarsi e di confrontarsi su varie piattaforme, quali forum e fansite. In ambito sportivo si è affermato il quidditch, nuovo sport ispiratosi all'omonimo gioco della saga, mentre in ambito musicale alcuni gruppi hanno dato vita al genere del wizard rock.
La serie cinematografica ispirata alla saga, prodotta dalla Warner Bros., è stata al momento della sua conclusione la più remunerativa della storia del cinema, con un incasso di oltre sette miliardi di dollari, e i film della serie hanno ottenuto numerosi premi cinematografici. Ai lungometraggi della saga si sono ispirati numerosi videogiochi, i primi dei quali sviluppati dalla EA Games, e una serie di parchi tematici. A partire dal 2016 la Warner Bros. ha dato avvio alla serie di Animali fantastici, incentrata sulle avventure dell'immaginario autore de Gli animali fantastici: dove trovarli.

## Ambientazione
Il mondo magico di Harry Potter consiste in una società parallela caratterizzata dal dominio della magia e popolata da quelle persone in grado di controllarla, che vengono definiti "maghi" e "streghe". Il dono della magia è innato e viene trasmesso per via ereditaria; esistono però delle eccezioni, come i maghinò, che pur essendo nati da genitori maghi non sono in grado di praticare la magia, e i nati babbani, maghi nati da famiglie non magiche. La magia viene esercitata soprattutto attraverso gli incantesimi, generalmente evocati mediante l'utilizzo di una bacchetta magica. Nel mondo magico sono poi diffuse arti come la preparazione delle pozioni. La società magica vive celata al resto del mondo, dominato dalle persone senza poteri magici, definite "babbani", le quali vivono ignare dell'esistenza della magia. Questa situazione venne stabilita alla fine del XVII secolo, in seguito alla promulgazione dello Statuto Internazionale di Segretezza della Magia, varato dalle comunità magiche in reazione alle persecuzioni che dovettero subire nel corso dei secoli da parte dei babbani. Il mantenimento della segretezza del mondo magico è salvaguardato da varie istituzioni governative, le quali amministrano le varie comunità magiche sparse in giro per il mondo. Il Ministero della Magia britannico ha sede a Londra e mantiene relazioni anche con il primo ministro babbano, dal quale si mantiene però completamente indipendente. Le autorità governative magiche regolano anche i rapporti con le varie creature magiche.
Molte famiglie magiche si sono aggregate per costituire delle comunità in piccoli villaggi, quali Godric's Hollow, Ottery St. Catchpole e Hogsmeade. L'isolamento vissuto dalla società magica ha portato quest'ultima a sviluppare un'identità culturale e usi e costumi propri, oltre a crearsi dei propri spazi in ogni ambito sociale. Il settore educativo è dominato da scuole come Hogwarts in Gran Bretagna, Beauxbatons in Francia e Durmstrang in Europa orientale. A Londra i maghi fanno le proprie compere principalmente a Diagon Alley, mentre nella stazione di King's Cross è attivo un binario inaccessibile ai babbani, dal quale parte l'Espresso per Hogwarts. In ambito economico la comunità magica fa riferimento a delle proprie valute e la banca più importante è la Gringott, gestita dai folletti. Lo sport più seguito e praticato nel mondo magico è il quidditch, giocato a bordo di scope volanti. Dal punto di vista delle infrastrutture la comunità magica britannica dispone di Azkaban, prigione situata su un'isola del mare del Nord, e dell'Ospedale San Mungo. Nell'ambito dei trasporti dominano le scope volanti, le passaporte e la metropolvere, mentre il servizio postale viene effettuato attraverso il ricorso ai gufi, che vengono utilizzati come portalettere. Nell'ambito della comunicazione di massa invece dominano vari giornali e riviste, il più importante dei quali nel contesto britannico è la Gazzetta del Profeta, e la radio.
La segregazione vissuta dalla comunità magica ha portato quest'ultima ad adottare un atteggiamento di indifferenza verso il mondo babbano, che si manifesta in una vasta ignoranza delle sue più basilari convenzioni sociali, in particolare nell'ambito del vestiario. Parte del mondo magico ha sviluppato un sentimento di superiorità nei confronti dei babbani, che sfocia spesso nell'intolleranza anche verso maghi figli di babbani e maghinò. Molte delle più antiche e influenti famiglie magiche hanno fatto propria la dottrina della purezza di sangue, consistente nel preservare un albero genealogico costituito esclusivamente da maghi purosangue e privo di contaminazioni babbane. Gran parte dei purosangue militanti hanno espresso appoggio per Lord Voldemort e per i suoi Mangiamorte, che hanno scatenato una campagna di terrore volta a conquistare il potere e purificare il mondo magico. L'inefficienza del Ministero della Magia nell'opporsi a Voldemort ha portato Albus Silente, ritenuto il mago più potente dell'era moderna, a fondare l'Ordine della Fenice, organizzazione di resistenza al Signore Oscuro. Il primo periodo di terrore terminò con l'improvvisa scomparsa di Voldemort, in seguito al suo fallito tentativo di uccidere il neonato Harry Potter prima dell'inizio degli eventi della serie.

## La serie di romanzi
L'opera, divisa in sette libri, è incentrata sulle avventure del giovane mago Harry Potter e dei suoi migliori amici Ron Weasley e Hermione Granger, studenti della Scuola di Magia e Stregoneria di Hogwarts. Il corpo principale di ognuno dei sette romanzi racconta un anno della vita di Harry. La storia inizia con Albus Silente, il preside di Hogwarts, che affida il piccolo Harry Potter, rimasto orfano, ai Dursley, suoi unici parenti rimasti in vita. Le angherie che Harry subisce da parte dei Dursley riempiono la sua vita per dieci anni, fino a quando il ragazzo apprende di essere un mago grazie al guardiacaccia Rubeus Hagrid e di avere così diritto di frequentare Hogwarts. Prosegue i suoi studi di magia per i seguenti anni, vivendo, insieme a Ron e Hermione, sfide e avventure di vari tipi.

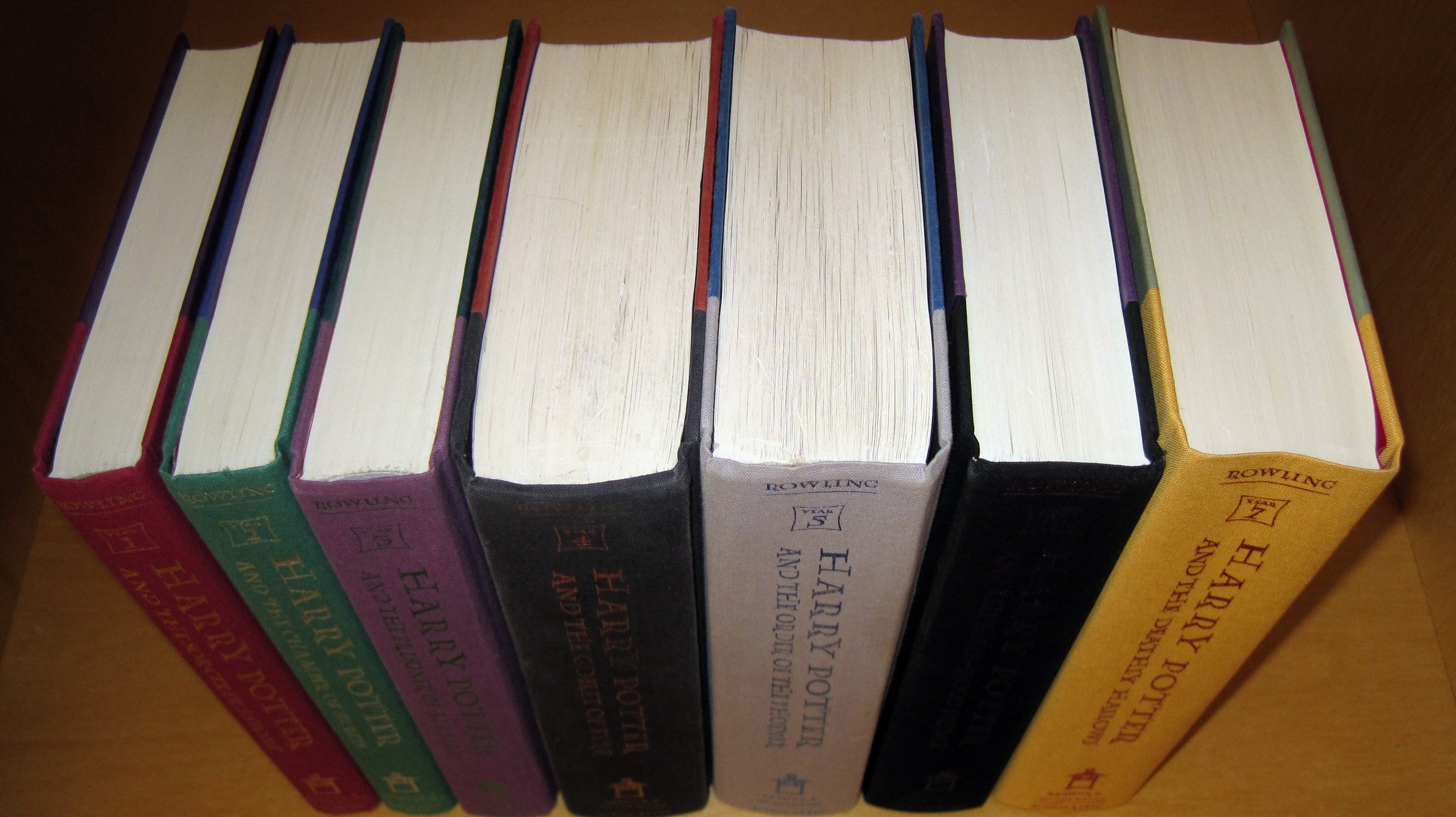
I sette libri della saga nella loro prima edizione statunitense

I libri, pubblicati in ordine cronologico, sono:
1. Harry Potter e la pietra filosofale (1997)
2. Harry Potter e la camera dei segreti (1998)
3. Harry Potter e il prigioniero di Azkaban (1999)
4. Harry Potter e il calice di fuoco (2000)
5. Harry Potter e l'Ordine della Fenice (2003)
6. Harry Potter e il principe mezzosangue (2005)
7. Harry Potter e i Doni della Morte (2007)

### Trama

#### Harry Potter e la pietra filosofale
Harry Potter è un ragazzo di undici anni che, dopo essere rimasto orfano all'età di un anno, vive con gli zii e il cugino, i Dursley, i quali lo tormentano ogni giorno, tenendogli nascosta la verità sulla morte dei genitori. Il giorno del suo undicesimo compleanno Hagrid, un vecchio amico dei suoi genitori, gli rivela che lui in realtà è un mago e che i suoi genitori sono stati uccisi dal più grande mago oscuro di sempre, Lord Voldemort, il quale aveva tentato di uccidere anche lui, fallendo e perdendo tutti i poteri; gli rivela inoltre di essere iscritto a una scuola di magia, Hogwarts, introducendolo quindi alla realtà del mondo magico. A Hogwarts Harry stringe amicizia con Ron Weasley e Hermione Granger, entra in conflitto con Draco Malfoy e conosce anche i professori Severus Piton, insegnante di pozioni, e Albus Silente, preside della scuola. Entra anche nella squadra di quidditch, lo sport più popolare nel mondo dei maghi, come giocatore più giovane da un secolo. Nel corso dell'anno Harry, Ron e Hermione scoprono che nella scuola è custodita la pietra filosofale, in grado di rendere immortale chi la possiede, e che qualcuno stia cercando di rubarla: sebbene questi sospettino di Piton, scoprono che in realtà il colpevole è Quirinus Raptor, docente di difesa contro le arti oscure posseduto da Voldemort (il quale abita nel retro della sua testa coperto da un turbante); lo stregone oscuro fallisce nel suo intento, grazie all'intervento di Harry e Silente.

#### Harry Potter e la camera dei segreti
Harry, durante le vacanze estive, riceve la visita di Dobby, un elfo domestico, che lo avverte di non tornare a Hogwarts quell'anno. Messo in punizione dai Dursley proprio per via dell'elfo domestico, viene liberato da Ron e dai suoi fratelli Fred e George e portato alla Tana, casa della famiglia Weasley, a bordo di una Ford Anglia volante modificata dal signor Weasley. Qui fa conoscenza con i vari membri della famiglia, tra i quali Ginny, sorella minore di Ron. Al loro ritorno a Hogwarts scoprono che qualcuno ha riaperto la camera dei segreti, un luogo sconosciuto di Hogwarts costruito da uno dei fondatori della scuola, Salazar Serpeverde: la camera può essere riaperta solo da un suo discendente, in grado anche di controllare il mostro che vi è rinchiuso; contestualmente, alcuni studenti nati babbani iniziano a essere pietrificati. Harry inizia a udire anche una voce incorporea e inudibile dagli altri ed entra in possesso di un diario appartenuto a un certo T. O. Riddle, studente a Hogwarts cinquant'anni prima. Scopre inoltre di essere rettilofono, cioè di poter parlare con i serpenti, come Serpeverde, facendo nascere il sospetto negli altri studenti che sia Harry il suo erede. Si scopre infine che la camera è stata aperta da Ginny Weasley manipolata da Riddle, ovvero Voldemort da giovane, attraverso il suo diario, e che il mostro rinchiuso nella camera è un basilisco, un enorme serpente in grado di pietrificare e uccidere con il solo sguardo. Harry riesce a uccidere il mostro e a distruggere il diario, liberando Ginny dalla possessione.

#### Harry Potter e il prigioniero di Azkaban
Sirius Black, ritenuto essere il sostenitore di Voldemort che gli consegnò i genitori di Harry, evade dalla prigione magica di Azkaban. Harry, al suo terzo anno a Hogwarts, viene informato da Arthur Weasley che Black è presumibilmente intenzionato a ucciderlo per vendicare Voldemort. Nel corso dell'anno Harry scopre che Sirius era un grande amico dei suoi genitori, e in particolar modo di suo padre James; scopre inoltre che Sirius avrebbe assassinato un altro suo amico, Peter Minus, e che conosceva l'attuale professore di difesa contro le arti oscure Remus Lupin. Dopo vari avvenimenti Harry scopre la realtà dei fatti: suo padre, Sirius, Lupin e Minus erano grandi amici a scuola, tanto da diventare animagus dopo aver appreso che Lupin è un lupo mannaro. Inoltre, colui che ha tradito i genitori di Harry non è Sirius ma Minus, che ha poi finto la sua morte trasformandosi in topo, diventando infine l'animale domestico di Ron. Minus riesce però a scappare, costringendo Sirius nuovamente alla fuga.

#### Harry Potter e il calice di fuoco
A Hogwarts ha luogo un'importante competizione secolare tra scuole di magia, il torneo Tremaghi. Nonostante al torneo siano ammessi a partecipare solo tre studenti, uno per ciascuna scuola, Harry si ritrova, suo malgrado, iscritto come quarto concorrente a causa di un individuo ignoto. Dopo aver superato le prime due prove, alla terza Harry viene trasportato in un cimitero tramite una passaporta: qui Minus usa il suo sangue come ingrediente di una pozione per permettere a Voldemort di riottenere un corpo fisico. Lo stregone prova a uccidere il ragazzo, ma una connessione anomala tra le bacchette dei due permette a Harry di fuggire e tornare a Hogwarts. Qui avverte Silente del ritorno di Voldemort, scoprendo anche che colui che l'aveva iscritto al torneo era Barty Crouch Jr., Mangiamorte al servizio di Voldemort introdottosi a Hogwarts sotto le sembianze di Alastor Moody, vecchio amico di Silente.

#### Harry Potter e l'Ordine della Fenice
Harry viene a sapere dell'esistenza dell'Ordine della Fenice, un'organizzazione segreta capeggiata da Silente per contrastare Voldemort e i suoi Mangiamorte, questi ultimi alla ricerca di una fantomatica arma; scopre inoltre che il Ministero della Magia rigetta la notizia del ritorno dello stregone oscuro e che ha iniziato una campagna diffamatoria contro Harry e Silente. Nel corso dell'anno il ragazzo si ritrova a dover sopportare Dolores Umbridge, membro del Ministero assunta a Hogwarts come docente, che vieta l'apprendimento pratico di incantesimi difensivi: per fronteggiarla Harry fonda un'organizzazione studentesca segreta, chiamata poi Esercito di Silente. Nel mentre si rende conto di avere una connessione mentale ed empatica con Voldemort: sfruttandola, lo stregone attira Harry al Ministero per fargli ottenere la registrazione di una profezia lì custodita. Harry viene salvato dall'Ordine, ma nella battaglia Sirius muore. Dopo gli scontri Silente rivela a Harry che la profezia, andata distrutta, prevedeva la morte di Voldemort per mano di Harry, e che è stata questa la causa dell'attacco dello stregone alla sua famiglia.

#### Harry Potter e il principe mezzosangue
Dopo la rivelazione del contenuto della profezia, Harry e Silente cercano di ricostruire il passato di Voldemort attraverso dei ricordi appartenenti a persone che lo hanno conosciuto prima di diventare il Signore Oscuro. Dopo aver recuperato un ricordo importante del professor Horace Lumacorno, i due scoprono così l'esistenza degli Horcrux, oggetti in cui il mago ha nascosto parte della sua anima così da rendersi immortale. Durante l'anno Harry entra in possesso di un libro di proprietà di un certo "principe mezzosangue", nel quale sono annotati incantesimi inventati dal principe stesso, e scopre che Draco Malfoy è diventato un Mangiamorte. Al termine dell'anno Harry e Silente provano a distruggere uno degli Horcrux, ma l'avventura si conclude con l'assassinio del preside per mano di Piton, rientrato tra i ranghi dei Mangiamorte e rivelatosi essere il principe mezzosangue.

#### Harry Potter e i Doni della Morte
Dopo aver deciso di andare alla ricerca degli Horcrux rimasti, Harry, Ron e Hermione non ritornano a Hogwarts per il loro ultimo anno. Durante la caccia agli oggetti oscuri Harry apprende varie informazioni sul passato di Silente e sul suo coinvolgimento con Gellert Grindelwald, mago oscuro sconfitto dallo stesso Silente, facendo vacillare in lui la fiducia nell'anziano mentore. I tre vengono inoltre a conoscenza dell'esistenza dei Doni della Morte, tre antichi e potenti manufatti che renderebbero invincibile chiunque li possieda. Dopo aver scoperto che l'ultimo Horcrux è a Hogwarts, i tre ritornano alla scuola, avvertendo i professori e costringendo alla fuga Piton, nominato preside in quell'anno. I Mangiamorte nel mentre attaccano il castello e Piton viene assassinato da Voldemort, convinto che la sua morte lo renda il legittimo padrone della Bacchetta di sambuco, uno dei Doni; prima di morire, però, Piton consegna a Harry i suoi ricordi, che rivelano il suo amore verso la madre del ragazzo, la pianificazione della morte di Silente a opera del preside stesso ma soprattutto il fatto che Harry stesso sia un Horcrux, decretando quindi il destino del ragazzo. Pur di distruggere l'ultimo frammento di anima, Harry si lascia uccidere da Voldemort: nonostante ciò non muore poiché sua madre, sacrificandosi, gli aveva fornito una protezione impenetrabile. Harry affronta quindi Voldemort in un duello dal quale esce vincitore, mentre Voldemort, privato di tutti gli Horcrux, muore definitivamente.

### Altre opere letterarie
La Rowling ha scritto anche altre opere ispirate all'universo di Harry Potter: Gli animali fantastici: dove trovarli, dedicato ad approfondimenti sulle creature magiche di Harry Potter, e Il Quidditch attraverso i secoli, incentrato sul gioco del quidditch; entrambi i libri vennero pubblicati nel 2002 per scopi caritatevoli. Nel 2008 venne pubblicato Le fiabe di Beda il Bardo, anch'esso per scopi benefici, che costituisce una raccolta di fiabe citate nei Doni della Morte. La Rowling scrisse inoltre per beneficenza un prologo dell'opera, consistente in un racconto di 800 parole, che si svolge tre anni prima della nascita di Harry Potter, e i cui protagonisti sono Sirius Black e James Potter. Il manoscritto venne battuto all'asta per la cifra di 25000 sterline.
Le indiscrezioni circolate nel 2004, che davano come possibile la stesura da parte della Rowling di un ottavo libro della serie, furono smentite dalla scrittrice dichiarando che con il settimo libro sarebbero stati risolti tutti i quesiti. La Rowling tuttavia dichiarò che avrebbe semmai potuto scrivere un volume enciclopedico su tutta la serie, dove avrebbero trovato posto tutte le idee, gli appunti e i tagli non inseriti nei libri. Nel 2012 venne lanciato il sito web Pottermore, dedicato all'accesso agli audiolibri ed eBook della serie e alla partecipazione degli appassionati e della stessa Rowling nella condivisione di nuove informazioni sull'universo di Harry Potter, al fine di offrire un'esperienza di lettura più estesa. Il sito ha pubblicato vari contenuti relativi al franchise. Nel 2016 venne pubblicata la sceneggiatura dell'opera teatrale Harry Potter e la maledizione dell'erede.

## Personaggi principali
- Harry Potter, protagonista dell'opera, è un ragazzo che scopre di essere un mago dopo aver vissuto per dieci anni con i parenti Dursley, che lo maltrattavano poiché a conoscenza della sua vera natura. I suoi genitori sono stati uccisi dal mago oscuro Lord Voldemort quando aveva solo un anno: nonostante Voldemort avesse tentato di uccidere anche lui, Harry si salvò grazie al sacrificio della madre riportando solo una cicatrice a forma di saetta.[29]
- Ron Weasley è il migliore amico di Harry. Sestogenito della famiglia Weasley, assieme a Hermione accompagna Harry durante le sue avventure. È l'unico del trio a essere nato e cresciuto interamente nel mondo magico.[30]
- Hermione Granger è una giovane strega nata da genitori babbani. Stringe amicizia con Harry e Ron dopo alcuni screzi iniziali. Molto intelligente e acculturata, è la migliore studentessa di Hogwarts.[31]
- Lord Voldemort, alias Tom Orvoloson Riddle (Tom Marvolo Riddle nella versione originale in inglese e nelle nuove traduzioni italiane), è il mago oscuro più grande e temuto di sempre, desideroso di dominare il mondo magico servendosi dei suoi seguaci, i Mangiamorte. Uccise i genitori di Harry quando quest'ultimo aveva un anno, ma quando provò a uccidere anche il bambino l'incantesimo gli si ritorse contro e divenne poco più che uno spirito. Riacquista i pieni poteri nel quarto libro della saga, dando così inizio a una seconda guerra per il potere sul mondo magico.[32]
- Albus Silente (Albus Dumbledore nella versione originale in inglese) è il preside di Hogwarts e mentore di Harry. È considerato essere il più grande mago dell'era moderna, uomo molto carismatico e saggio, e l'unica persona che Voldemort abbia mai temuto.[33]
- Severus Piton (Severus Snape nella versione originale in inglese), insegnante di pozioni e direttore della casa Serpeverde, un tempo seguace di Lord Voldemort. Disprezza Harry a causa della somiglianza a suo padre James, suo vecchio rivale a scuola.[34]
- Rubeus Hagrid è il guardiacaccia e custode delle chiavi e dei luoghi a Hogwarts. Guida e amico di Harry fin dal suo primo approccio con il mondo magico, è molto affezionato anche a Ron e a Hermione. È un mezzogigante e fedele alleato di Silente.[35]
- Ginny Weasley è la sorella minore di Ron e ultima figlia dei signori Weasley. Ragazza indipendente e sicura di sé, è da sempre innamorata di Harry.[36]
- Draco Malfoy è uno studente della casa Serpeverde nonché acerrimo rivale di Harry. Ragazzo viziato e arrogante, si dimostra discriminatorio verso coloro che non hanno origini esclusivamente magiche.[37]
- Neville Paciock (Neville Longbottom nella versione originale in inglese e nelle nuove traduzioni) è un timido e impacciato studente della casa Grifondoro, amico di Harry, Ron ed Hermione. Figlio di una coppia di maghi molto dotati, dopo che essi furono torturati fino alla pazzia da Bellatrix Lestrange viene affidato all'arcigna nonna.[38]

## Storia editoriale

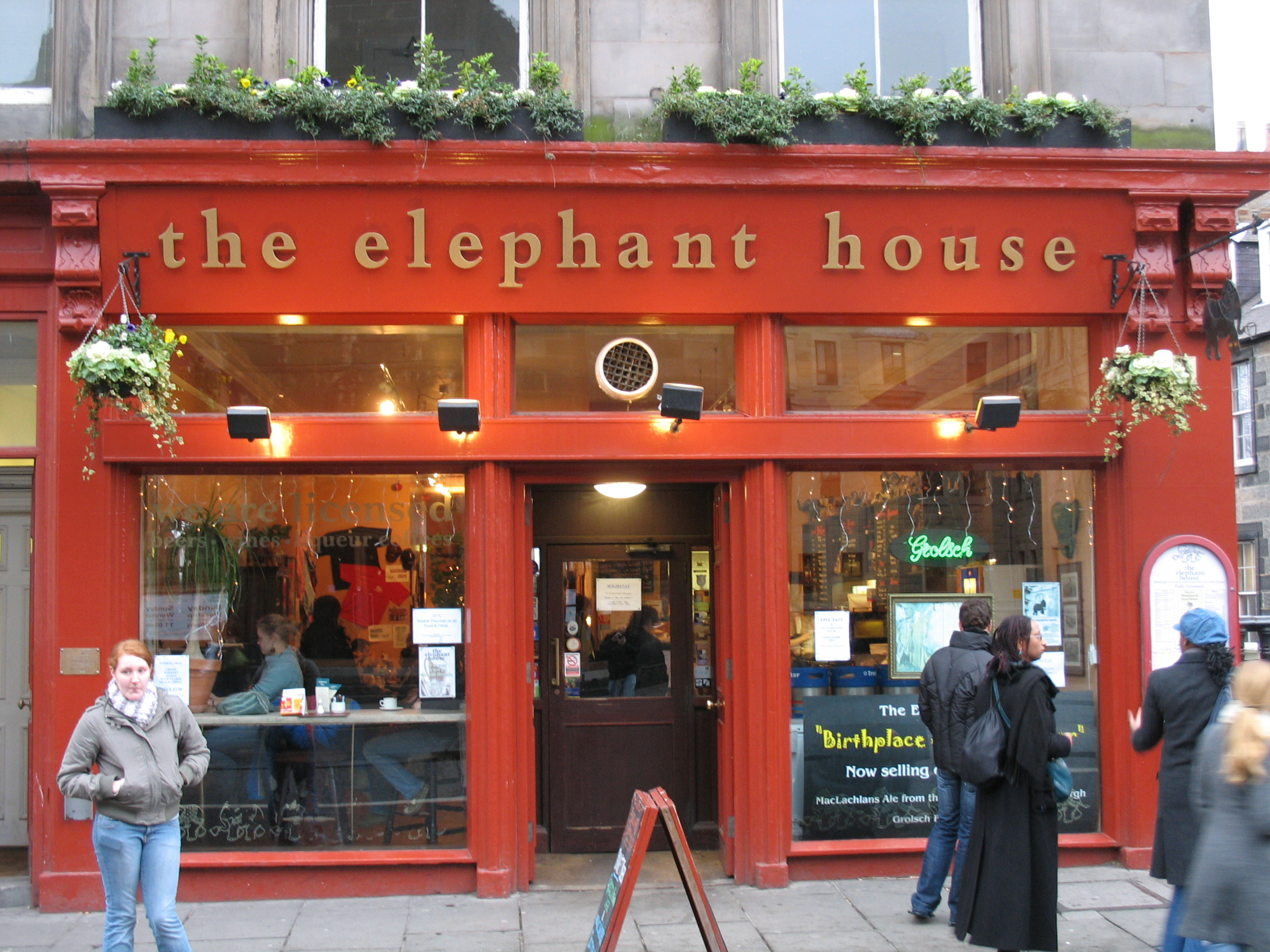
The Elephant House, uno dei pub di Edimburgo, dove l'autrice scrisse il primo romanzo

Nel 1990 la Rowling era su un treno diretto da Manchester a Londra, quando le venne in mente per la prima volta l'idea di Harry Potter. Nel corso dei successivi sei anni la Rowling si impegnò nello scrivere il primo libro e a impostare la trama dei libri successivi. La Rowling completò Harry Potter e la pietra filosofale nel 1995. Il libro venne rigettato da un primo agente e da un primo editore. In seguito al secondo tentativo, la scrittrice venne sostenuta dall'agente Christopher Little, il quale si impegnò a proporre il libro a varie case editrici, che lo rigettarono in quanto ritenuto troppo lungo. Dopo che dodici editori rifiutarono il libro nel corso di un anno, Little riuscì a convincere Barry Cunningham, direttore editoriale della Bloomsbury Publishing, che nell'agosto 1996 offrì alla Rowling un anticipo di un equivalente di 6500 dollari per la pubblicazione. Nello stesso anno lo Scottish Arts Council riconobbe il potenziale della scrittrice e le concesse una somma di 4000 sterline. Nonostante l'affermazione della Rowling secondo la quale ella non avesse come destinataria una fascia d'età particolare, gli editori inizialmente si rivolsero alla fascia di bambini dai nove agli undici anni. Alla vigilia della pubblicazione gli editori chiesero all'autrice di adottare uno pseudonimo più neutro, per facilitare l'attrattività dell'opera nei bambini maschi, temendo che non sarebbero stati interessati a leggere un romanzo scritto da una donna. L'autrice adottò quindi lo pseudonimo J. K. Rowling (Joanne Kathleen Rowling), in riferimento al nome della nonna.
La Bloomsbury pubblicò il primo romanzo in Regno Unito il 26 giugno 1997, con una tiratura di 500 copie. I diritti per l'edizione statunitense vennero acquisiti dalla Scholastic nell'aprile 1997 alla Bologna Children's Book Fair per 105000 dollari, la somma più alta conferita per uno scrittore per bambini esordiente. Per la fine del 1997 il libro riuscì a vendere 70000 copie in Regno Unito. Nel 1998 il romanzo vinse tra i maggiori premi dedicati alla letteratura per bambini. Negli Stati Uniti d'America il libro raggiunse le librerie il 1º settembre 1998, vincendo svariati premi. Per la fine dell'anno il libro vendette 190000 copie. Il secondo capitolo della saga, La camera dei segreti, venne pubblicato in Regno Unito il 2 luglio 1998 e negli Stati Uniti il 2 giugno 1999. Il terzo capitolo, Il prigioniero di Azkaban, fu reso disponibile al pubblico in Regno Unito l'8 luglio 1999 e negli Stati Uniti l'8 settembre 1999. A questo punto, i libri di Harry Potter erano divenuti dei best seller mondiali, con oltre 30 milioni di copie vendute, stampate in 27 lingue. Il calice di fuoco uscì l'8 luglio 2000 in entrambi i paesi. L'Ordine della Fenice, il più lungo della saga, comprese 766 pagine nella versione britannica e 870 pagine in quella statunitense. Il romanzo venne pubblicato in lingua inglese sia negli Stati Uniti e sia in Regno Unito il 21 giugno 2003. Il principe mezzosangue uscì il 16 luglio 2005, vendendo nove milioni di copie nelle prime ventiquattro ore. Il settimo e ultimo capitolo, I Doni della Morte, raggiunse le librerie il 21 luglio 2007, vendendo undici milioni di copie nelle prime ventiquattro ore.

### Traduzioni

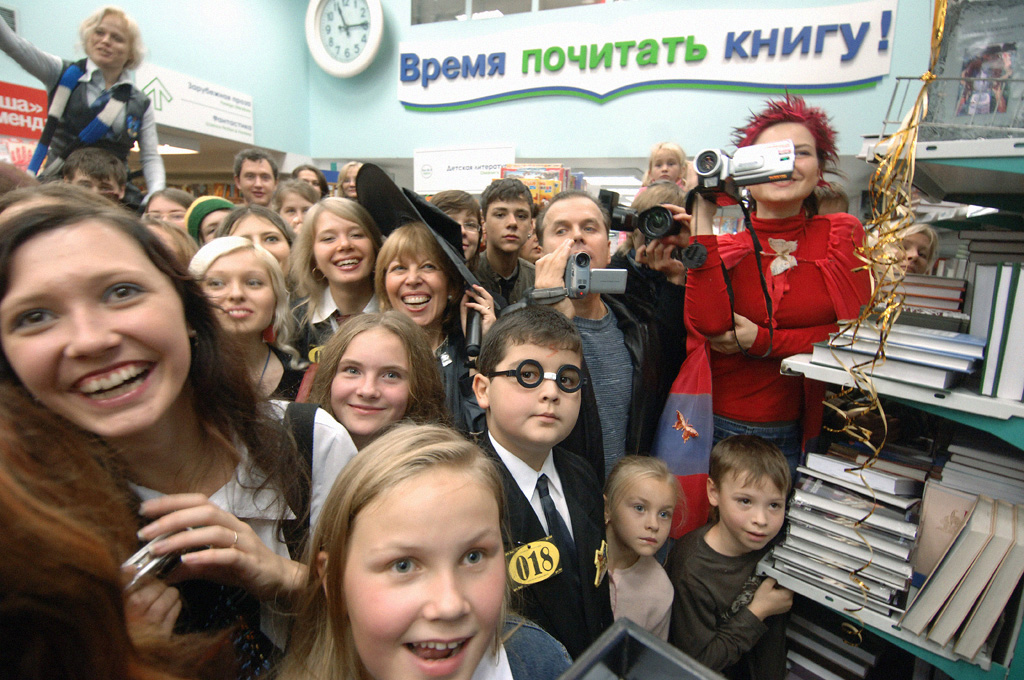
La traduzione russa di Harry Potter e i Doni della Morte in vendita a Mosca, 2007

I romanzi sono stati tradotti in oltre ottanta lingue, tra le quali l'albanese, l'azero, il ceco, l'ebraico, il gallese, l'hawaiano, l'hindi, il latino, il tedesco, il thailandese e il vietnamita. Il primo volume è stato tradotto in greco antico, divenendo l'opera più lunga in questa lingua dai romanzi di Eliodoro di Emesa nel III secolo, mentre in latino sono stati tradotti i primi due libri. Per motivi di segretezza, soprattutto per quanto riguardò il primo volume, la traduzione poteva iniziare solo dopo che fosse stato pubblicato l'originale in lingua inglese, generando quindi attese di diversi mesi prima che le traduzioni fossero disponibili. Ciò portò a vaste richieste delle edizioni in inglese anche in paesi non anglofoni; notevole fu l'edizione anglofona del quinto libro della saga in cima alla lista dei best seller in Francia.
Numerosi processi di traduzione hanno dovuto affrontare difficoltà nel trasporre rime, indovinelli, acronimi, inflessioni dialettali ed elementi culturali propri del mondo britannico presenti nella saga. Numerosi acronimi e parole inventate dalla Rowling sono stati semplicemente traslitterati senza trasmetterne il valore semantico originale in lingua inglese, mentre per altri si è ricorso a traduzioni o alla coniatura di parole nuove, come nel caso delle case di Hogwarts e di vari altri elementi presenti nella saga. Nel caso della traduzione francese, il nome di Hogwarts è stato reso Poudlard. Nel caso di alcuni elementi tipici della cultura britannica presenti nella saga, che sarebbero potuti non presentarsi familiari per un pubblico straniero, alcuni traduttori hanno deciso di sostituirli con aspetti della cultura del pubblico destinatario, come nel caso della traduzione ebraica, nella quale ad esempio i riferimenti culturali alle tradizioni natalizie sono stati sostituiti con quelli alla Hanukkah. Per l'inflessione dialettale di Rubeus Hagrid, che nell'originale è inglese della West Country, si è fatto ricorso in molti casi ad accenti tipici delle lingue di destinazione.
Per alcuni nomi come quello di Notturn Alley (in originale Knockturn Alley) o del pensatoio (in originale Pensieve) o dei nomi di alcuni personaggi, molti traduttori hanno tradotto mantenendo il valore semantico. Nel caso degli acronimi, come "G.U.F.O." (in originale O.W.L., che significa "gufo"), si è tendenzialmente proceduto affinché mantenessero il valore semantico originario, mentre per altri non si è sempre fatto, come per "M.A.G.O." (in originale N.E.W.T., che significa "tritone"). Una delle sfide principali nei processi di traduzione è stato relativo all'anagramma del vero nome di Lord Voldemort, presentato nella Camera dei segreti, che nell'originale era Tom Marvolo Riddle (che anagrammato diveniva I am Lord Voldemort). Diversi traduttori, soprattutto dell'Asia orientale, hanno optato per lasciare intatto l'anagramma nell'originale inglese, mentre altri hanno cambiato almeno parte del nome del personaggio per mantenere il senso dell'anagramma nella lingua di destinazione: Marvolo è ad esempio diventato Orvoloson nella prima traduzione in italiano, Sorvolo in spagnolo e Vandrolo in ebraico; in altre lingue il nome è stato cambiato maggiormente, come nel francese Tom Elvis Jedusor o nell'olandese Marten Asmodom Vilijn.

#### Traduzione italiana
La Salani affidò la traduzione italiana dei primi due libri a Marina Astrologo. La traduzione della Pietra filosofale venne ai tempi effettuata senza conoscere l'evoluzione dei temi e del tono che avrebbe caratterizzato i successivi libri e che avrebbe generato un vasto seguito anche tra gli adulti. Venne così tenuto un approccio che prendeva in considerazione un pubblico di bambini. Anche la traduzione italiana dovette effettuare scelte sulla trasposizione di nomi e neologismi. La Rowling dette un importante contributo, spiegando il percorso mentale che l'aveva portata a scegliere i nomi dei personaggi. I Weasley Wizard Wheezes divennero "Tiri Vispi Weasley", mentre la Ton-Tongue venne tradotta come "Mou Mollelingua". Per quanto riguarda i nomi dei personaggi, il cognome di quello che nella versione anglofona era Severus Snape venne reso "Piton", la McGonagall divenne "McGranitt", Filch divenne "Gazza", Longbottom divenne "Paciock", Madame Pomfrey divenne "Madama Chips", Flitwick divenne "Vitious" e Dumbledore divenne "Silente". Muggle venne tradotto come "babbano". Nelle prime edizioni dei primi libri, una delle quattro case di Hogwarts (Ravenclaw) venne tradotta come "Pecoranera" e l'aquila presente sullo stemma venne sostituita con un montone, ma con l'uscita del quarto volume della serie i traduttori della Salani decisero di adottare il nome "Corvonero", più fedele al testo originale, che contiene il termine raven. La Salani dichiarò: «Abbiamo dovuto scegliere di adottare un nome più fedele al testo originale, in quanto lo stemma di Hogwarts sarà presente su altri prodotti oltre al libro. La discrepanza fra l'animale-simbolo presente sullo stemma e il nome della Casa sarebbe stata quindi altrettanto (se non più) evidente rispetto a quella fra i due nomi». A partire dal Prigioniero di Azkaban, la traduzione venne effettuata da Beatrice Masini.
Dal 2011, tre anni dopo l'uscita in Italia del settimo volume, la Salani pubblicò una nuova traduzione della serie, curata da Stefano Bartezzaghi, con il supporto delle precedenti traduttrici e di un comitato di esperti che aiutasse a rinnovare la traduzione del romanzo. I nomi italiani di alcuni personaggi, come Silente, vennero mantenuti, mentre molti altri tornarono all'originale inglese: Paciock tornò "Longbottom", McGranitt tornò "McGonagall" e il ghiacciolo che Silente le offre nel primo capitolo tornò a essere una caramella; i folletti della Gringott tornarono "goblin", il mostro nei bagni della scuola che sconvolge la festa di Halloween divenne un "troll", le castagne che Ron e Harry mangiano a Natale ritornarono dei marshmallow e il capitolo The Mirror of Erised venne reso "Lo Specchio delle Emarb", giocando sulla specularità usata nella versione originale. Venne anche modificato il nome di una delle quattro case di Hogwarts (Hufflepuff), trasformandosi da "Tassorosso" a "Tassofrasso". Venne inoltre risolto l'errore che aveva visto protagoniste le parole "Mezzosangue" e "Nato-babbano" nella prima traduzione (nella quale infatti la parola "Mezzosangue" cambia di significato nel corso della serie). All'inizio dei volumi apparve inoltre una "Nota alla nuova edizione" firmata dallo stesso Bartezzaghi.

## Caratteristiche dell'opera
La saga di Harry Potter appartiene sia al genere fantasy (più precisamente allo urban fantasy e al low fantasy), sia al genere classico del romanzo di formazione. L'opera è stata anche associata al genere dello school story. Tuttavia le differenze tra questa serie e altre celebri saghe del genere fantasy sono da rimarcarsi: le storie di Harry Potter non sono ambientate in un'epoca immaginaria o differente da quella reale, né in un altro universo, bensì nei decenni contemporanei alla loro redazione, in un mondo magico che convive col resto del mondo reale (dominato delle persone comuni non magiche, che vengono chiamate "babbani"), dal quale si nasconde per motivi di sicurezza e di ordine.

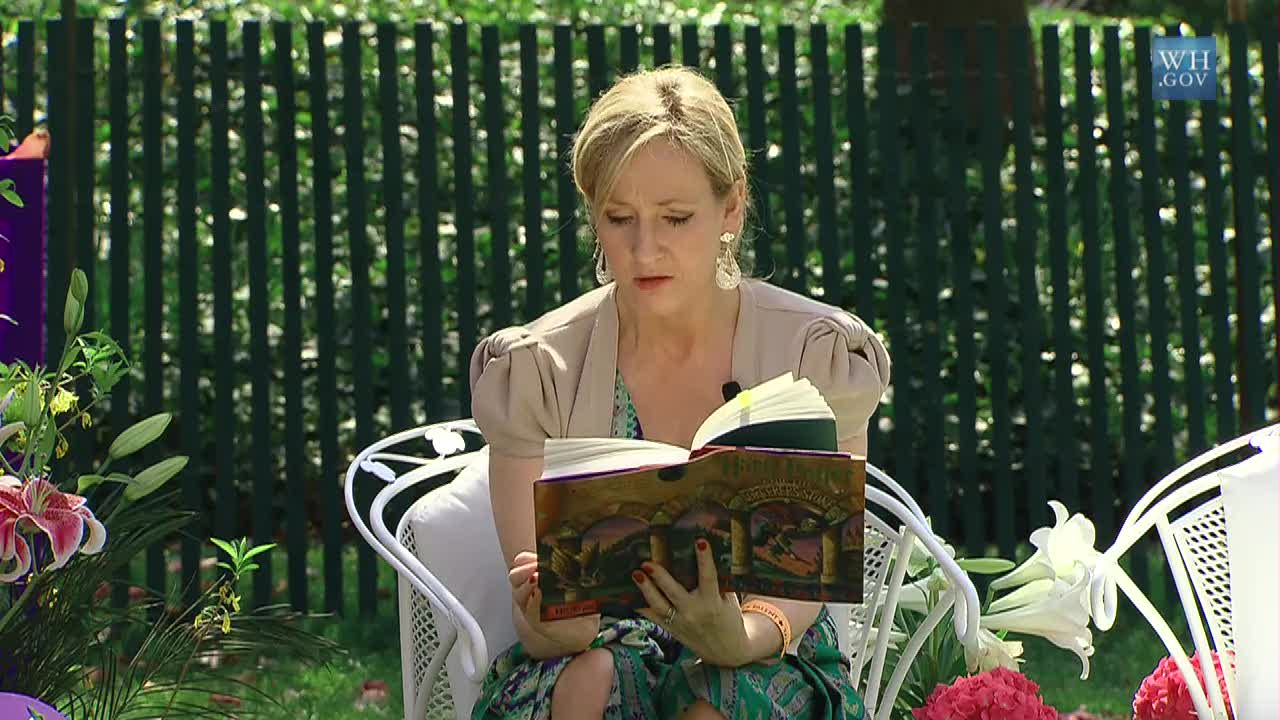
J. K. Rowling, autrice della saga, legge Harry Potter e la pietra filosofale durante l'Easter Egg Roll del 2010

La saga si concentra nel tratteggiare l'evoluzione psicologica dei personaggi e le loro reazioni emotive agli eventi che capitano loro. L'evoluzione dei personaggi non coinvolge i soli protagonisti, ma anche i personaggi adulti; il principale antagonista della serie, Voldemort, giunge ad assumere la sua identità in seguito agli eventi che ha dovuto affrontare: Tom Riddle, cresciuto senza amore in un orfanotrofio, sviluppa un senso di indipendenza e di superiorità e le sue ambizioni lo portano a volersi disfare della sua identità ordinaria per assumere quella del temibile Lord Voldemort. Importante tema presentato dalla Rowling nei suoi libri è quello della scelta di fronte agli eventi, che porta i personaggi ad agire diversamente e coerentemente alla propria personalità e al proprio vissuto; le scelte dei personaggi non si limitano alla decisione di affiliarsi al bene o al male, ma viene presentata una maggiore complessità a livello umano nelle scelte e nelle motivazioni dei personaggi, come mostrato nella redenzione di Draco Malfoy.
I libri di Harry Potter sono caratterizzati da trame complesse, nelle quali anche molti dei minimi dettagli, a prima vista insignificanti, si rivelano successivamente fondamentali nella storia, generando effetti sorpresa nel lettore. Ne sono un esempio il molliccio che per il professor Lupin assume la forma di una luna piena o quando il professor Piton sceglie di trattare a lezione dei lupi mannari (entrambi indizi della licantropia di Lupin). Molti degli indizi disseminati nei libri vengono ripresi nei volumi successivi, gettando nuova luce sul comportamento di vari personaggi. I motivi che portano Piton a offrire la sua protezione a Harry fin dal primo libro, malgrado l'antipatia provata per il ragazzo, vengono spiegati solamente sul finire della saga, quando il protagonista, osservando i ricordi del professore, scopre dell'amore provato da quest'ultimo per Lily. La trama viene poi impostata affinché molti dei personaggi, in realtà malvagi e inaffidabili, vengano visti come amichevoli e innocui per gran parte della storia: è il caso ad esempio di Gilderoy Allock o di Quirinus Raptor. Alcuni personaggi si rivelano non essere quello che si pensava fossero, come nel caso di Crosta, il topo di Ron, che si rivela essere Peter Minus, o di Alastor Moody, che nel Calice di fuoco si rivela essere impersonato da Barty Crouch Jr., che ne ha preso le sembianze. Nell'ambito di questa impostazione, un importante ruolo è ricoperto dagli enigmi; il riferimento al concetto di enigma è accennato nel titolo di vari capitoli e nel cognome dell'antagonista principale.
I libri della Rowling, in particolare i primi, sono permeati da un marcato senso dell'umorismo, che si manifesta soprattutto nei dialoghi tra i personaggi, che rivelano alcuni aspetti distintivi delle loro personalità. Parodie del mondo contemporaneo vissuto dall'autrice sono evidenti ad esempio nella caratterizzazione della giornalista Rita Skeeter, che presenta similitudini coi reporter d'assalto e che rimane incurante della non veridicità delle informazioni che riporta nei suoi articoli e il cui obiettivo primario è quello di suscitare scalpore tra i suoi lettori, aumentando così la tiratura del giornale per il quale lavora. I tratti dei vari personaggi sono evidenziati anche nei loro nomi, la cui scelta è stata di particolare importanza per la Rowling. Alcuni elementi della saga veicolano messaggi nascosti, come nel caso dei dissennatori, creature che succhiano la felicità delle persone che incontrano, lasciando dietro di sé gelo e disperazione, ispirati dalla difficile esperienza che la Rowling dovette affrontare in una fase difficile della sua vita.

### Tematiche
Nel corso della serie i personaggi imparano a vivere esperienze sempre più mature; questa evoluzione si riflette anche nell'ambito dei temi trattati: dagli aspetti prettamente adolescenziali come le ribellioni, la fiducia in se stessi, la curiosità, la scoperta dell'amore, l'impulsività e i relativi errori si passa a elementi più maturi come il potere politico, le strumentalizzazioni mediatiche, il razzismo, la depressione e la morte. I libri assumono toni più tenebrosi a partire dal Prigioniero di Azkaban, con l'introduzione dei dissennatori, e soprattutto nel Calice di fuoco. La magia, presentata inizialmente come un'essenza ludica e affascinante, rivela di poter diventare un potere in grado di arrecare danni tragici e irreversibili.
La morte rappresenta, a detta della stessa Rowling, uno dei più fondamentali temi della saga. Il confronto del protagonista con la morte viene presentato sin dai primi capitoli, con il riferimento alla sua condizione di orfano, causata dall'assassinio dei genitori da parte di Voldemort. Nel corso della saga Harry vive la morte dei genitori, sacrificatisi per lui, come un vuoto da colmare, per poi riuscire, tramite il suo vissuto e le sfide che affronta, a rasserenarsi. Il suo mentore Silente gli offre numerosi insegnamenti sulla morte, spiegandogli inoltre che, con l'approccio corretto, «la morte non è che una nuova, grande avventura». Il rapporto confidente di Silente con la morte viene mostrato quando, dopo essere stato maledetto dall'anello di Orvoloson Gaunt, organizza efficacemente la sua dipartita. Le ultime quattro lettere del nome dell'antagonista Voldemort, mort, fanno riferimento alla parola latina che sta per "morte". Il desiderio di immortalità di Voldemort ricopre un ruolo fondamentale nel primo libro, nel quale provoca la morte di un unicorno, simbolo di purezza e innocenza, e dei coniugi Flamel, che devono rinunciare alla pietra filosofale, per poi essere associato agli Horcrux nel corso degli ultimi libri. Nel corso dell'opera Harry diventa testimone della morte di numerosi personaggi, il primo dei quali è Cedric Diggory, nel Calice di fuoco; Il ragazzo prova l'esperienza del lutto in particolare dopo la morte del suo padrino Sirius Black nell'Ordine della Fenice, relativamente alla quale vive una fase di iniziale negazione dell'accaduto, di senso di colpa, di rabbia e infine di accettazione. L'iscrizione che Harry trova nella tomba dei genitori nell'ultimo romanzo è un riferimento a un passo della Prima lettera ai Corinzi che recita «L'ultimo nemico a essere annientato sarà la morte», che erge Harry a figura salvifica, pronto a sacrificare la sua vita e ad andare incontro alla morte per la salvezza dei suoi cari.
La profezia pronunciata da Sibilla Cooman si riallaccia al tema del rapporto tra libero arbitrio e predestinazione. Da un lato, Silente risalta la libertà di scelta di Harry e l'autrice sottolinea la scelta del protagonista di affrontare Voldemort indipendentemente dalla profezia; dall'altro, Harry non è realmente libero nel decidere se affrontare il suo antagonista, ma viene costretto, non potendo prendere in considerazione di sfuggire al suo destino, dal momento che Voldemort, interpretando a suo modo la profezia, ha inconsapevolmente tracciato il destino del suo nemico. La profezia si riallaccia al potere dell'amore, che porta Harry a sacrificarsi per la comunità magica, similmente a quanto fatto per lui dalla madre Lily, proteggendolo dal suo nemico. La forza dell'amore viene mostrata già nell'Ordine della Fenice, quando Voldemort fallisce nel tentativo di possedere Harry non appena quest'ultimo rivolge il pensiero al suo padrino Sirius. Nello stesso libro Silente definisce l'amore come «una forza che è al tempo stesso più meravigliosa e terribile della morte, dell'intelligenza umana, delle forze della natura». Il forte potere che l'amore ha nell'ambito della magia ricorre nel Principe mezzosangue, nel quale Ninfadora Tonks e Merope Gaunt dimostrano di avere difficoltà nel controllare le proprie abilità magiche a causa delle mancanze affettive per le quali soffrono.
I temi sociali rivestono un ruolo fondamentale nell'opera. L'identità familiare è alla base di una solida gerarchia sociale nel mondo nel quale è ambientata la saga. Il ruolo della famiglia nella crescita dei personaggi viene reso evidente soprattutto nei personaggi della famiglia Weasley e nell'accoglienza offerta dalla Tana, in opposizione ai Dursley e nel loro rigetto di qualunque elemento considerato estraneo al loro desiderio di conformazione e alla loro interpretazione della normalità. Atteggiamenti classisti vengono adottati dai Malfoy nei confronti dei Weasley, mentre le difficoltà vissute da Remus Lupin in quanto lupo mannaro si ricollegano ai pregiudizi nei confronti dei malati di HIV. Il mondo magico presentato nell'opera non è esente da pregiudizi di matrice razziale, evidenti soprattutto nelle idee della purezza di sangue e nel rigetto di nati babbani e maghinò condivise da una cospicua parte della comunità magica. I Mangiamorte, nel loro vestiario e nei loro crimini contro singole famiglie babbane, ricordano il Ku Klux Klan. Voldemort, coerentemente alle idee del suo antenato Salazar Serpeverde, avvia nei Doni della Morte una campagna di epurazione della comunità magica, volta a realizzare una società purosangue. La natura mezzosangue di Voldemort, il cui padre era un babbano, esprime l'intenzione dell'autrice di dimostrare come l'intolleranza delle persone porti queste ultime a proiettare sugli altri quello che considerano essere i propri difetti, per poi tentare di distruggerle.
Nei libri viene affrontato anche il tema della brama di potere, evidente, oltre che in Voldemort, nei rappresentanti del Ministero della Magia, massima autorità istituzionale del mondo magico britannico. I Ministri della Magia succedutisi nel corso dei libri esprimono maggiore preoccupazione per quanto riguarda l'ascendente che hanno sull'opinione pubblica, rimanendo incuranti delle reali emergenze. Cornelius Caramell si rifiuta di ammettere e di avvisare la comunità magica del ritorno di Voldemort, preferendo screditare Harry e Silente nel corso dell'Ordine della Fenice, mentre Rufus Scrimgeour fa arrestare vari innocenti, come Stan Picchetto, pur di dimostrare alla comunità l'efficienza del Ministero nell'opporsi ai Mangiamorte. Harry, comprese le dinamiche corrotte del Ministero, si rifiuta di farsi usare da questo per ottenere il sostegno popolare.

### Influenze culturali e analogie

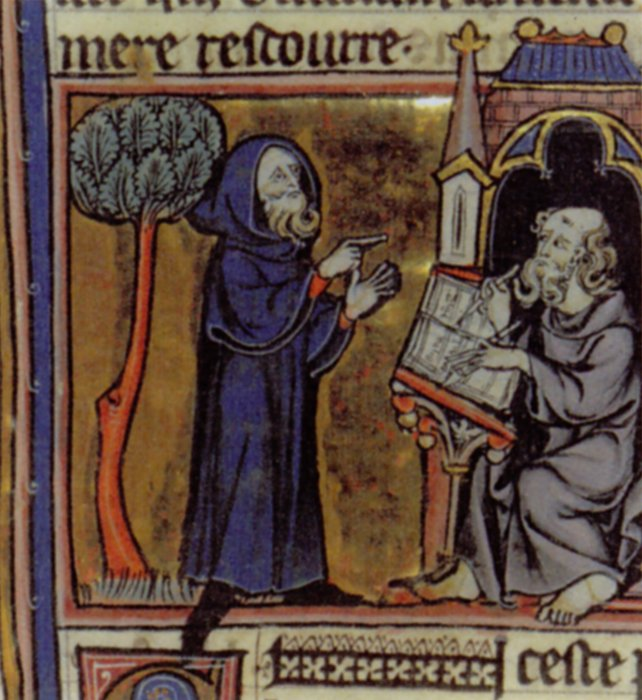
Miniatura francese di Merlino del XIII secolo

In Harry Potter si trovano diversi riferimenti culturali, dalla mitologia celtica a quella greca, dall'alchimia alla criptozoologia. Il numero sette, in particolare, ricorre spesso; anche la storia principale è divisa in sette volumi. Tale numero è ritenuto magico, e talvolta simbolo del divino, da molte tradizioni e leggende fantastiche. La scrittrice ha in particolare citato numerosi riferimenti alla letteratura classica e moderna e al folclore britannico che hanno influito nella creazione dell'opera. Molti critici hanno rilevato analogie tra i libri della Rowling e Le cronache di Narnia di C. S. Lewis, Il Signore degli Anelli di J. R. R. Tolkien, il Ciclo di Earthsea di Ursula K. Le Guin, i romanzi di Diana Wynne Jones e di Jill Murphy, Queste oscure materie di Philip Pullman e il romanzo Lunedì inizia sabato dei fratelli Strugackij. Numerosi elementi della saga di Harry Potter sono stati paragonati a quelli del ciclo arturiano: la figura di Silente è stata paragonata a quella di Merlino, dal momento che funge da mentore a Harry, come Merlino lo è per re Artù, ed entrambi sono potenti e saggi maghi anziani. Similitudini sono emerse tra Harry e Parsifal e tra Hogwarts e Camelot, mentre il Calice di fuoco è stato paragonato al Santo Graal. Similitudini sono state poi individuate tra Silente e Gandalf.
La Rowling ha incluso nella sua saga elementi folcloristici e mitologici delle tradizioni di molti paesi. Nel primo volume compaiono troll, ispirati alle omonime figure della mitologia scandinava, unicorni, ispirati agli omonimi cavalli bianchi con un corno in testa, che nella simbologia cristiana sono simbolo di purezza e castità, e centauri, per i quali la scrittrice adotta le tradizionali qualità associate alle omonime creature della mitologia greca, ossia l'irascibilità da una parte e la saggezza dall'altra. Sempre nel primo libro vengono presentati la pietra filosofale e lo Specchio delle brame. Il primo elemento, che dà il nome al titolo del primo volume, è ispirato all'omonima sostanza leggendaria alchemica in grado di regalare l'immortalità e la ricchezza, la cui leggenda si collega a Nicolas Flamel, alchimista vissuto a Parigi nel XIV secolo ed esistente anche nel mondo della saga; la pietra filosofale è l'elemento sul quale è incentrata la trama del primo libro e che spinge Voldemort a impossessarsene per conquistare l'immortalità. Nello Specchio delle brame si riflettono invece i simbolismi e le credenze che nel corso dei secoli hanno permeato gli specchi, in particolare il potere di vedervi riflessa la propria anima, consentendo una più profonda conoscenza interiore della propria persona e delle proprie aspirazioni, costituendo una solida prova del proprio carattere. Come spiegato da Silente, lo Specchio delle brame può rivelarsi pericoloso dal momento che può portare alla follia chi vi si specchia, che si perde nel compiangere l'irraggiungibilità dei propri sogni e desideri, dimenticandosi della sua vita reale, similmente a quanto avvenuto nel mito di Narciso, nel quale il protagonista muore di dolore nella consapevolezza di non poter raggiungere la propria immagine riflessa.

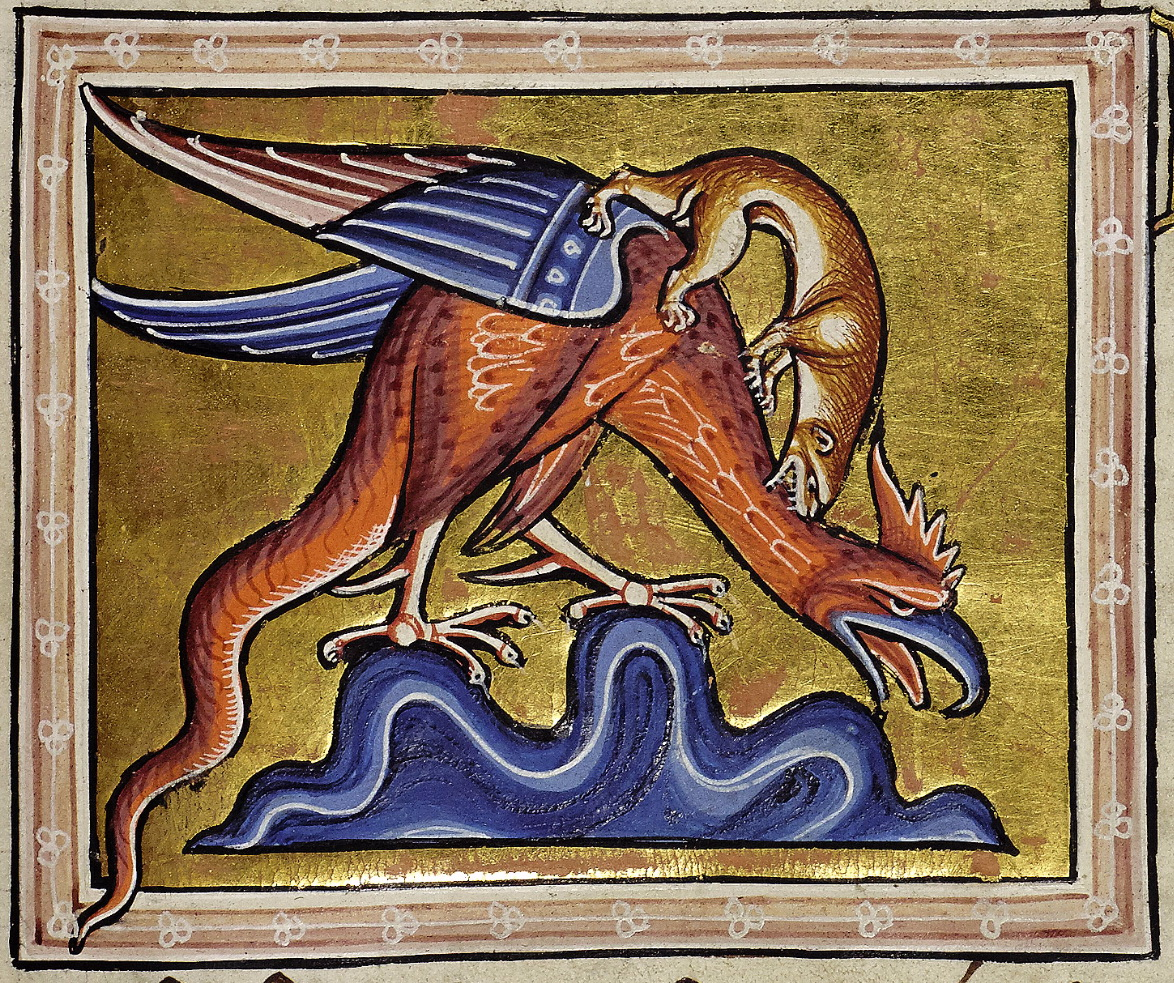
Miniatura di un basilisco, rappresentato nel Bestiario di Aberdeen

Nella Camera dei segreti l'autrice prende ispirazione dagli elfi della mitologia scandinava nel creare gli elfi domestici e dal basilisco dei bestiari medievali per il mostro della Camera dei segreti. Fanny, la fenice di Silente, si ricollega alla fenice della tradizione greco-romana, secondo la quale la creatura dopo essere morta rinasceva dalle proprie ceneri, secondo un ciclo di morte e rinascita che si perpetuava per l'eternità; secondo la mitologia indiana la fenice sarebbe acerrima nemica dei serpenti; entrambe le tradizioni si riflettono nel libro della Rowling, nella quale Fanny viene presentata risorgere dalle proprie ceneri e successivamente raggiungere Harry per combattere il basilisco. Il riferimento al ciclo di morte e rinascita è evidente nelle potenti proprietà curative delle lacrime di Fanny, che guariscono Harry dalle ferite e dal veleno di basilisco. L'attraversamento della Foresta proibita, sede di alcune tra le più pericolose creature magiche, costituisce invece una prova di iniziazione per provare il proprio coraggio, elemento comune a molte fiabe della tradizione europea, come Cappuccetto Rosso o La bella addormentata.
Nel Prigioniero di Azkaban l'ippogrifo è ispirato all'omonima creatura, mentre il professor Remus Lupin si rivela un lupo mannaro; la licantropia provoca a Lupin una vita difficile a causa delle forti discriminazioni che deve affrontare nella società magica, tema che si ricollega anche alla caccia alla quale erano soggetti i malati di ipertricosi nel medioevo. Nel terzo libro, importante ruolo viene ricoperto dal Patronus di Harry, che, come per quello di entrambi i genitori, assume la forma di un cervo, considerato nemico dei serpenti, legati a Voldemort e alla casa di Serpeverde, e che nell'iconografia cristiana rappresenta la fedeltà a Dio. Il contrasto con la figura del serpente si ricollega al ruolo che l'animale riveste nella tradizione cristiana, nella quale rappresenta il male. Nel Calice di fuoco vengono introdotti giganti e draghi, figure presenti nell'immaginario comune. Il Marchio nero, simbolo dei Mangiamorte, è invece riconducibile al marchio del diavolo. I folletti sono ispirati ai goblin del folclore germanico. L'arte delle pozioni, importante branca della magia del mondo di Harry Potter, nasce dalle antiche tradizioni delle pozioni e della medicina popolare, mentre gli inferi derivano dagli zombi della tradizione vudù di Haiti. La legilimanzia deriva invece dall'arte dell'illusionismo.
L'Ordine della Fenice, che dà il titolo al quinto volume, è associabile agli ordini cavallereschi, con i quali condivide un obiettivo di protezione (l'Ordine della Fenice intende proteggere il mondo magico da Voldemort). Importante elemento per tutta la saga che viene presentato nell'Ordine della Fenice è la profezia di Sibilla Cooman, la quale nell'esprimerla cade in uno stato di trance, ricordando la Pizia dell'Oracolo di Delfi. Il tema della profezia che scatena gli eventi della saga dal momento che Voldemort vi ci ripone piena fiducia ha analogie con il Teorema di Thomas, secondo il quale «se gli uomini definiscono reali certe situazioni, esse saranno reali nelle loro conseguenze», ripreso da Robert K. Merton nel suo enunciato della profezia che si autoavvera. Per l'ultimo capitolo della serie la Rowling crea una leggenda originale, quella dei Doni della Morte, i quali danno il nome al libro. Nel mondo di ambientazione della saga, quella dei Doni della Morte rappresenta una fiaba, che ha come valore fondante la condanna dell'avidità. In particolare, il Mantello dell'invisibilità può essere ricollegato all'Unico Anello del Signore degli Anelli, che oltre a rendere invisibile il possessore, accresce in quest'ultimo la brama di potere.

## Critiche e accoglienza dell'opera

### Critiche letterarie
Fin dall'inizio Harry Potter ricevette recensioni positive. Al momento della sua pubblicazione, il primo libro, Harry Potter e la pietra filosofale, attirò l'attenzione di giornali scozzesi, come The Scotsman e The Herald. Presto si unirono i giornali inglesi, come il Sunday Times, che paragonò l'opera al lavoro di Roald Dahl, e The Guardian. Il tono e i temi leggeri dei primi libri portarono molti scrittori a paragonare l'opera a Mary Poppins, mentre Umberto Eco individuò richiami a Peter Pan.
Al momento dell'uscita del quinto libro, Harry Potter e l'Ordine della Fenice, la serie iniziò a ricevere forti critiche da parte di numerosi studiosi di letteratura. Il professore, letterato e critico Harold Bloom sollevò critiche sui meriti letterari dei libri. La scrittrice e critica A. S. Byatt espresse in un articolo del New York Times il suo disappunto nei confronti della Rowling e mise anch'ella in dubbio le capacità letterarie della scrittrice, sostenendo che i romanzi fossero «per persone la cui vita immaginativa è limitata ai cartoni televisivi e ai mondi-specchio gonfiati dalle soap, dei reality e dei gossip sulle celebrità». Il critico Charles Taylor, dopo aver confutato punto per punto l'articolo della Byatt su Salon.com, sostenne che la critica fosse mossa solo da invidia. Michael Rosen, romanziere e poeta, sostenne che i libri non fossero adatti ai bambini, poiché non sarebbero stati in grado di cogliere i temi complessi dell'opera.
Il critico letterario A. N. Wilson lodò la serie di Harry Potter in un articolo del Times, asserendo che «non ci sono molti scrittori che hanno la capacità dickensiana di J. K. di farci voltare le pagine, di piangere - apertamente, con le lacrime che scivolano - e poche pagine dopo di ridere, per battute sempre belle... abbiamo vissuto un decennio in cui abbiamo seguito la pubblicazione delle storie per bambini più vivaci, divertenti, spaventose e commoventi mai scritte». Stephen King definì la serie «un'impresa di cui solo un'immaginazione superiore può essere capace» e dichiarò «notevole» il senso dell'umorismo dell'autrice. King paragonò inoltre Harry Potter alle principali figure della letteratura anglofona giovanile, quali Alice, Huckleberry Finn, Frodo Baggins e Dorothy Gale. Isabel Allende affermò in un'intervista che la Rowling si sarebbe meritata il premio Nobel per la letteratura, lodando la scrittrice per aver avvicinato i bambini alla lettura.

### Impatto culturale

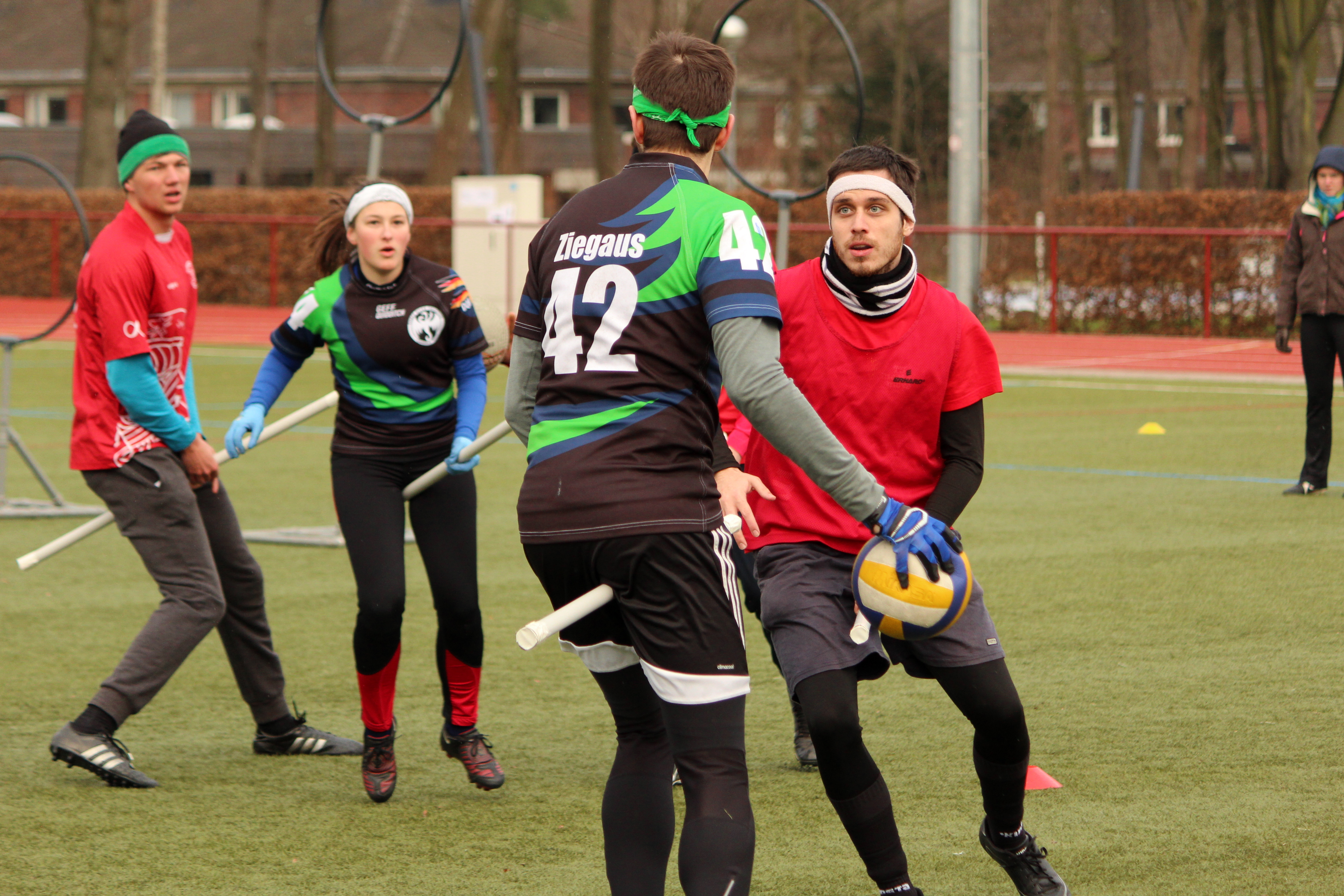
Partita di quidditch a Darmstadt, 2016

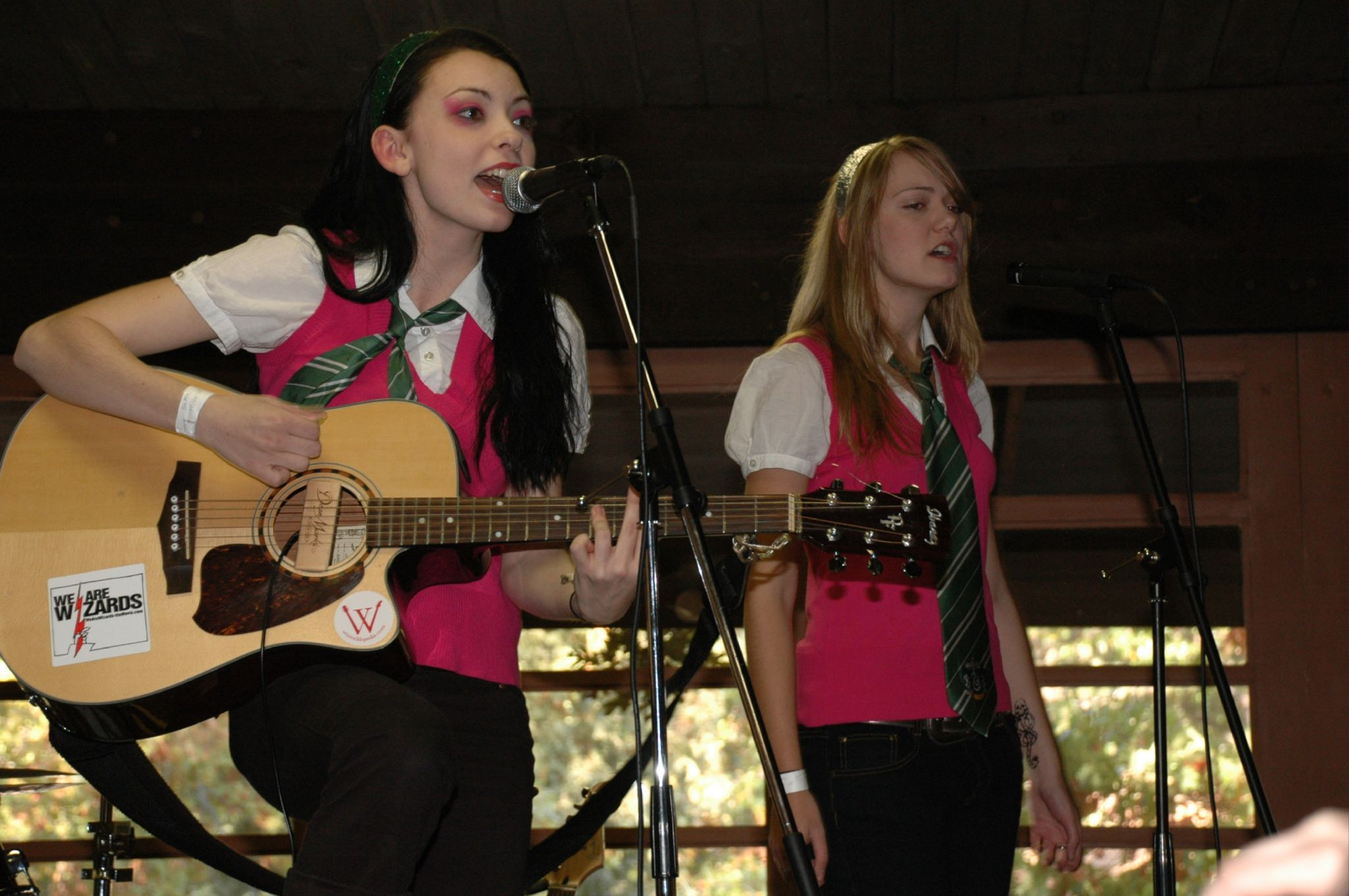
The Parselmouths, gruppo wizard rock statunitense

La popolarità della saga generò un fandom internazionale e ampiamente diversificato. La serie accolse l'interesse di tutte le fasce d'età, generando anche un vasto seguito di adulti, portando all'uscita di due edizioni di ogni libro con contenuto identico ma con copertine diverse, una destinata ai bambini e l'altra destinata agli adulti. La bibliotecaria Nancy Knapp sottolineò il potenziale dei libri nel migliorare la motivazione dei bambini a leggere molto di più di quanto farebbero altrimenti. Concordando sugli effetti motivanti, Diane Penrod elogiò la combinazione del semplice intrattenimento con «le qualità della narrativa letteraria intellettuale», esprimendo però preoccupazione per l'effetto di distrazione del prolifico merchandising che accompagnava il lancio dei libri.
L'eco dell'opera ebbe un non indifferente impatto mediatico e culturale. Gli anni di uscita dei primi libri coincisero con il periodo della prima crescita di internet, nel quale il fandom ebbe modo di creare piattaforme virtuali dove confrontarsi. Emersero svariati forum, blog, chat room, podcast, fan fiction e fan art. I siti creati dai fan furono seguiti da milioni di utenti, generando un'ampia comunità virtuale. Il successo della saga ispirò varie parodie, tra le quali degne di nota furono la trilogia letteraria anglofona Barry Trotter di Michael Gerber, che vendette oltre 700000 copie, e il fumetto italiano Harry Porker. Numerosi riferimenti alla saga di Harry Potter furono al centro di alcune puntate dei Simpson, e imitazioni della saga ebbero un grande seguito in Cina.
Malgrado il Time avesse nominato la Rowling come terza classificata per il premio Persona dell'anno del 2007 dopo Vladimir Putin e Al Gore, sottolineando l'aspetto sociale, morale e di ispirazione politica assegnatole dal suo fandom, i commenti del mondo della cultura sulla serie furono contrastanti. Il critico letterario Ron Charles del Washington Post affermò nel luglio 2007 che il gran numero di adulti che leggevano la serie di Harry Potter, ma pochi altri libri, avrebbero potuto rappresentare un «brutto caso di infantilismo culturale» e che il semplice tema del «buono contro il cattivo» della serie fosse «infantile». Sul tema di Harry Potter e del relativo mondo magico si sono concentrati numerosi studi accademici, in particolare relativamente ai temi politici presentati nella saga; in alcune università sono stati avviati corsi separati di scienze politiche dedicati al tema.
Lo sport del quidditch, ispirato all'omonimo gioco del quidditch presente all'interno della saga, è stato ideato nel 2005 ed è ora giocato in tutto il mondo, anche in università come l'Università di Harvard, l'Università Yale e l'Università Washington a Saint Louis, dando vita a campionati nazionali e internazionali come il campionato mondiale di quidditch. La popolarità della saga ha anche generato un fenomeno musicale noto come wizard rock, nato negli Stati Uniti d'America e poi diffusosi a livello internazionale. Tra i gruppi wizard rock più popolari si citano Harry and the Potters, Draco and the Malfoys, Oliver Boyd and the Remembralls, Ministry of Magic e The Parselmouths. Personaggi ed elementi della saga hanno ispirato il nome scientifico di diversi organismi, tra i quali il dinosauro Dracorex hogwartsia, il ragno Eriovixia gryffindori, la vespa Ampulex dementor, il granchio Harryplax severus e la vipera Trimeresurus salazar.

## Controversie
La serie è stata oggetto di diverse polemiche e al centro di alcuni casi di censura. I libri di Harry Potter sono stati inseriti al primo posto nella "Lista dei libri più contestati del XXI secolo" stilata dalla American Library Association e la Rowling è comparsa al quarto posto tra i cento autori più contestati da genitori e insegnanti tra il 1990 e il 2004.

### Critiche e dibattiti religiosi
La saga venne colpita da varie critiche religiose, in particolare dagli ambienti cristiani evangelici, che accusarono l'opera di favorire una visione positiva della magia e di incoraggiare i bambini a dilettarsi nell'occulto. I libri vennero accusati di favorire la diffusione del satanismo tra i bambini. Ad Alamogordo nel Nuovo Messico, il 30 dicembre 2001, una locale chiesa evangelica bruciò una pila di libri. Un simile episodio avvenne lo stesso anno in Pennsylvania, quando quasi un centinaio di membri di una congregazione pentecostale bruciò libri della Rowling. Le scuole private negli Emirati Arabi Uniti soppressero i libri nel febbraio 2002 perché il governo li riteneva contrari ai valori islamici, anche se non vennero banditi dalle librerie. Nei libri non vi sono accenni ad alcuna religione e relativamente alle festività quali il Natale vengono presentati solamente gli elementi più tradizionali. Sono però presenti valori morali e spirituali che vengono esplicitati dai personaggi, soprattutto da Silente, in particolare in riferimento all'amore, alla morte e al dolore e vengono presentati i concetti di bene e male e il tema della scelta.
Nel 2003 la critica letteraria tedesca Gabriele Kuby scrisse un saggio relativo alla serie, intitolato Harry Potter: bene o male?, asserendo che l'opera poteva traviare l'educazione dei bambini e allontanarli dalla fede cristiana. La posizione della Kuby sembrò essere anche appoggiata dall'allora cardinale Joseph Ratzinger, all'epoca prefetto della pontificia Congregazione per la Dottrina della Fede. All'uscita del sesto libro si scatenò sui giornali una polemica sulle presunte affermazioni del cardinale Ratzinger, affermazioni mai confermate. La Chiesa cattolica non espresse posizione relativamente ai libri della Rowling. Tuttavia, il 14 luglio 2005, Radio Vaticana trasmise un'intervista con monsignor Peter Fleetwood, del Pontificio Consiglio per la Cultura, nella quale, fra le altre cose, asserì che la risposta sulla quale la Kuby basò il suo libro era stata molto generica, scritta da un assistente dell'allora cardinale Ratzinger. Monsignor Fleetwood lodò l'opera asserendo che «nessuno di noi è cresciuto senza fate, maghi o streghe», i quali non rappresenterebbero «bandiere ideologiche anticristiane, ma aiutano i ragazzi a comprendere il conflitto tra bene e male».
La redazione del quotidiano cattolico Avvenire adottò anch'essa posizioni in favore della saga. Il sociologo Massimo Introvigne pubblicò vari articoli a favore di Harry Potter, lodandone i valori morali trasmessi. Il teologo e giornalista gesuita Antonio Spadaro scrisse un articolo sull'argomento e il sacerdote salesiano Antonio Carriero elogiò i messaggi e i valori positivi trasmessi dalla saga. Il pastore metodista Peter Ciaccio, invece, analizzò il rapporto tra i libri di J. K. Rowling e la teologia cristiana, concentrandosi su concetti quali il carisma, la morte, il peccato imperdonabile, il dualismo e la tentazione.

### Critiche al conservatorismo della serie
In un articolo del gennaio 2000 la giornalista anglo-tedesca Christine Schoefer criticò l'ambientazione e la caratterizzazione dei personaggi dei primi tre libri, allora gli unici usciti, della serie di Harry Potter, definendola convenzionale, stereotipata e sessista. Secondo la Schoefer, il mondo magico descritto dalla scrittrice britannica «rispecchia fedelmente il convenzionale assunto che gli uomini gestiscano il mondo e che così debba essere». Questa rappresentazione convenzionale, secondo l'opinione della giornalista, è deducibile dal contrasto tra il coraggio espresso da Harry nelle situazioni pericolose rispetto all'apparente fragilità emotiva di Hermione che, a dispetto delle sue brillanti capacità, esprime un costante bisogno di approvazione da parte di Harry e Ron. Alla stessa maniera, la Schoefer critica la rappresentazione degli adulti con ruoli di responsabilità: la fragilità e la severità della professoressa McGranitt contrasterebbe con il carisma e la composta lungimiranza di Silente; l'eccentricità e l'incapacità di profetizzare volontariamente di Sibilla Cooman esprimerebbero il discredito per la pratica, tradizionalmente femminile, della predizione della fortuna.
Il critico Anthony Holden scrisse su un articolo dell'Observer della sua esperienza nel giudicare Harry Potter e il prigioniero di Azkaban per i Whitbread Awards del 1999. Il suo giudizio sulla serie fu negativo: «La serie di Potter era essenzialmente molto conservatrice e tristemente nostalgica di un'Inghilterra ormai passata. [...] Molti critici del Whitbread erano d'accordo con me».

### Dispute legali
Nel 1999 la scrittrice statunitense Nancy Stouffer accusò la Rowling di plagio e di non aver rispettato i diritti d'autore e marchio dei suoi lavori del 1984, incentrati sul suo personaggio Larry Potter, che come Harry Potter era un ragazzo con gli occhiali e i capelli neri, e i muggles, creature umanoidi prive di magia. Secondo la Stouffer gli esempi di plagio nelle opere della Rowling sono ben più ampi e l'autrice ne fa una lista nel suo sito web. La Stouffer chiese un risarcimento, ma la Rowling vinse la causa in appello nel 2004, dopo che le prove della Stouffer si dimostrarono contraffatte; la Stouffer dovette pagare 50000 dollari per «aver tentato di ingannare la giuria rilasciando falsa testimonianza e producendo documentazione contraffatta».
Nel 2000 la Warner Bros. inviò una serie di lettere minacciose chiedendo ai proprietari dei fansite di Harry Potter di cederle i nomi dei domini. L'azione ebbe un ritorno negativo per la società, quando Claire Field, una quindicenne proprietaria del sito harrypotterguide.co.uk, scoppiò in lacrime per quella che il padre definì «una tattica inutile, prepotente e crudele». L'episodio, grazie al sostegno del Mirror, attirò l'attenzione dei media, in particolare della BBC e dell'Independent. La questione si risolse quando la Warner Bros. concesse una licenza gratuita alla ragazza.
Tra le varie accuse di infrazione di copyright e marchio si cita quello relativo alla Bashu Publishing House, quando nel 2002 un seguito in lingua cinese non autorizzato, intitolato Harry Potter and Leopard-Walk-Up-to-Dragon apparve nelle librerie della Repubblica Popolare Cinese. L'opera, di uno scrittore anonimo, includeva personaggi creati da altri autori, come Gandalf di J. R. R. Tolkien. Gli avvocati della Rowling riuscirono a far pagare una penale per danni agli editori del libro. Nel 2003 un tribunale di Amsterdam bloccò la pubblicazione nei Paesi Bassi dei libri di Tanya Grotter, serie fantasy russa, dal momento che molti dei suoi elementi furono individuati come plagio di quelli di Harry Potter.
Nel giugno 2005 Aaron Lambert, guardia giurata diciannovenne del centro di distribuzione di Corby, rubò alcune copie di Harry Potter e il principe mezzosangue sei settimane prima della data di pubblicazione. Fu arrestato il giorno dopo, in seguito al tentativo di vendita, andato a monte, della sinossi del libro a John Askill, giornalista del Sun. Nell'ottobre dello stesso anno Lambert fu giudicato colpevole di minacce contro Askill e di ricatto contro gli editori di Harry Potter, la Bloomsbury. Nel gennaio del 2006 Lambert fu condannato a quattro anni e mezzo di prigione. Nel luglio 2005, a Coquitlam, in Canada, un centro commerciale della Real Canadian Superstore vendette erroneamente quattordici copie del Principe mezzosangue prima della data prevista. L'editore canadese del libro, la Raincoast Books, ottenne un'ingiunzione che proibiva di leggere, vendere o esporre in pubblico il libro prima della data ufficiale di pubblicazione. L'episodio venne condannato da vari avvocati come un limite dei diritti fondamentali del cittadino.
Nel 2007 poco dopo la pubblicazione di Harry Potter e i Doni della Morte, lo statunitense George Lippert pubblicò un seguito non ufficiale della serie incentrato su James Sirius Potter. Lippert, di professione programmatore, creò anche un sito internet attraverso il quale promuovere la sua opera. Il 19 novembre 2007 il quotidiano The Scotsman annunciò che la Rowling aveva intrapreso una battaglia legale per tutelare i propri diritti d'autore; a parte la serie di Lippert, venne citato in giudizio anche il sito eBay, con l'accusa di aver venduto versioni non autorizzate dei libri. La Rowling espresse poi l'intenzione di intraprendere azioni legali contro la RDR Books, casa editrice che intendeva pubblicare un libro di Steve Vander Ark, basato sul suo sito The Harry Potter Lexicon; la causa fu vinta dalla Rowling nel 2008.

## Altri media

### Cinema

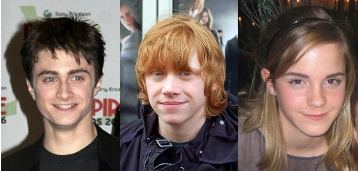
Daniel Radcliffe, Rupert Grint ed Emma Watson, interpreti del trio protagonista negli adattamenti cinematografici

Pochi mesi dopo la pubblicazione del primo libro il produttore cinematografico David Heyman contattò la Rowling con l'intenzione di produrre una serie cinematografica, rassicurando l'autrice che sarebbe stata rispettata la fedeltà al romanzo. Heyman contattò la Warner Bros., la quale nel 1999 acquistò i diritti sull'opera, pagando un milione di sterline per i primi quattro volumi; la Rowling scelse la Warner Bros. tra le tante case di produzione in quanto le garantiva un considerevole margine di controllo non solo dal punto di vista creativo, ma anche nell'ambito della scelta del cast e della regia, esercitando il ruolo di produttrice esecutiva. Una delle condizioni poste dalla Rowling fu che gli attori fossero britannici, in modo da favorire l'integrità culturale dell'opera; la Warner Bros. ottenne la possibilità di assumere attori irlandesi, oltre ad attori francesi e dell'Europa orientale per Il calice di fuoco. Il ruolo di produttore venne affidato a Heyman, mentre la regia venne inizialmente proposta a Steven Spielberg, il quale rifiutò in quanto la sua idea di realizzare un film di animazione non venne accolta. La scelta ricadde infine su Chris Columbus. La sceneggiatura venne affidata a Steve Kloves.
Le selezioni per i tre ruoli da protagonisti vennero effettuate attraverso un annuncio rivolto a bambini tra i nove e gli undici anni di età. Vennero scelti Daniel Radcliffe per la parte di Harry, Rupert Grint per Ron ed Emma Watson per Hermione. Vennero poi selezionati Tom Felton per la parte di Draco Malfoy, Matthew Lewis per Neville Paciock, l'irlandese Richard Harris per Albus Silente, Alan Rickman per Severus Piton, Maggie Smith per Minerva McGranitt, Robbie Coltrane per Rubeus Hagrid, Richard Griffiths per Vernon Dursley, Fiona Shaw per Petunia Dursley, Harry Melling per Dudley Dursley, Julie Walters per Molly Weasley, Bonnie Wright per Ginny Weasley, James e Oliver Phelps per Fred e George Weasley, Ian Hart per Quirinus Raptor e David Bradley per Argus Gazza.

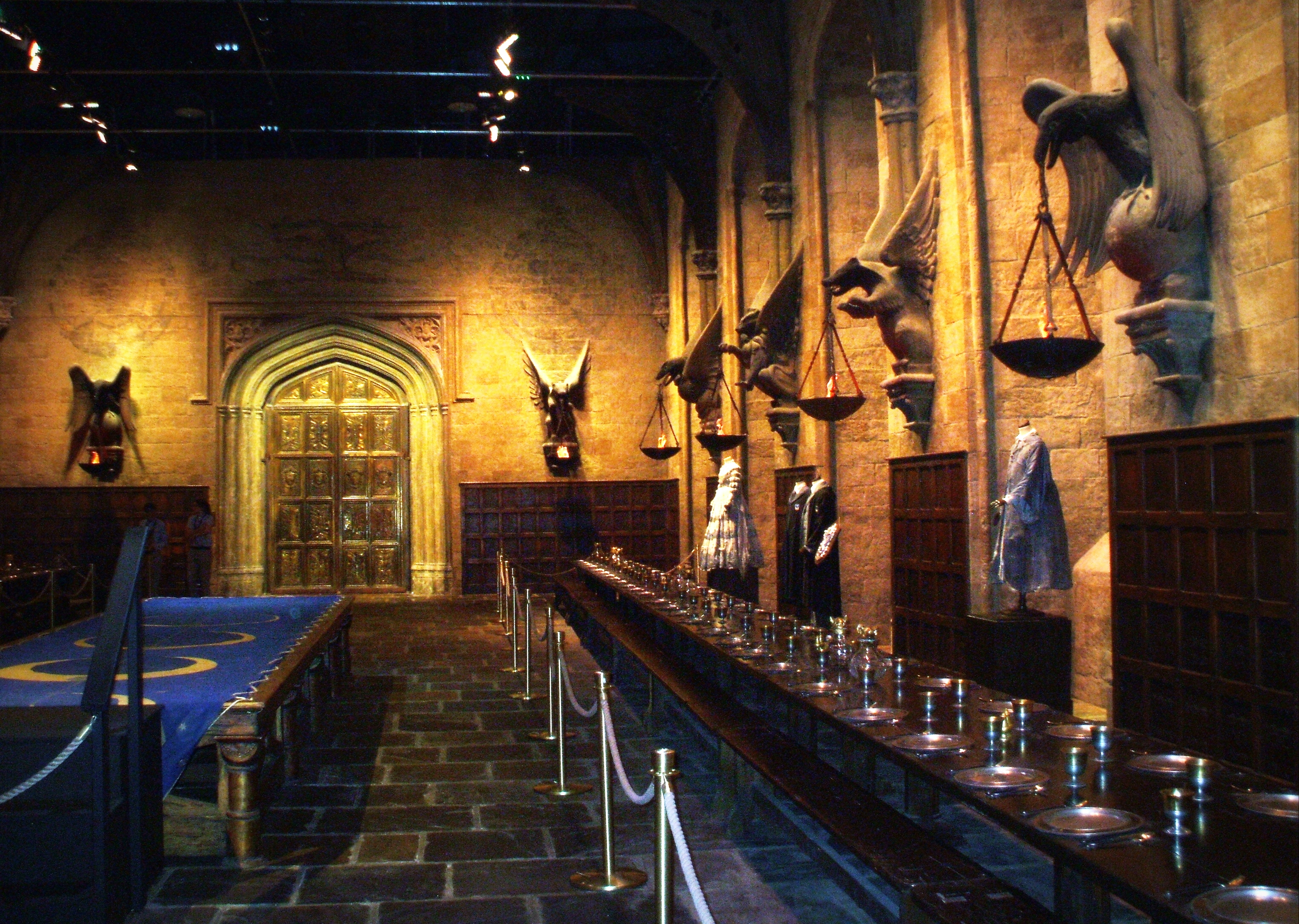
La Sala grande di Hogwarts agli Studi Leavesden

Harry Potter e la pietra filosofale venne realizzato a partire dal 2000 negli Studi Leavesden. Columbus cercò di mantenere una netta fedeltà al libro, anche se vennero adottate delle aggiunte ai dialoghi, approvate dalla Rowling. Il primo film venne pubblicato il 16 novembre 2001, incassando 976 milioni di dollari, vedendosi poi riconosciuti un Saturn Award e un Costume Designers Guild per i migliori costumi e tre nomination agli Oscar, oltre ad essere candidato per altri ventidue premi.
Per Harry Potter e la camera dei segreti, pubblicato il 15 novembre 2002, vennero richiamati la maggior parte della troupe e degli attori del primo film, ai quali si aggiunsero Kenneth Branagh nel ruolo di Gilderoy Allock, Jason Isaacs per Lucius Malfoy e Mark Williams per Arthur Weasley. La regia venne nuovamente affidata a Columbus. Il secondo film riscosse un importante successo al botteghino; nei primi due giorni seguenti la pubblicazione il lungometraggio totalizzò 88,4 milioni di dollari, incassando in tutto il mondo 876 milioni di dollari, e ricevette 27 nomination a vari premi cinematografici e musicali, vincendo un Grammy Award e un Empire Award nel 2006. Nel 2003 a Branagh venne riconosciuto un premio dalla London Critics Circle Film Awards.
Nell'ambito della realizzazione di Harry Potter e il prigioniero di Azkaban, con la regia di Alfonso Cuarón lo stile venne rinnovato e venne rappresentata un'atmosfera più tenebrosa e oscura, in linea con l'evoluzione vissuta dai personaggi e dagli avvenimenti nei libri. Data l'estensione del terzo libro si resero necessari cospicui tagli alla sceneggiatura per ragioni di minutaggio della pellicola. Al cast si aggiunsero l'irlandese Michael Gambon nel ruolo di Silente, che sostituì Harris, deceduto nel 2002, Emma Thompson nel ruolo di Sibilla Cooman, Gary Oldman di Sirius Black, David Thewlis di Remus Lupin e Timothy Spall di Peter Minus. Distribuito nelle sale il 31 maggio 2004, il film incassò in tutto il mondo 790 milioni di dollari, conquistando 12 premi, oltre ad altre 31 candidature, tra le quali due nomination agli Oscar.

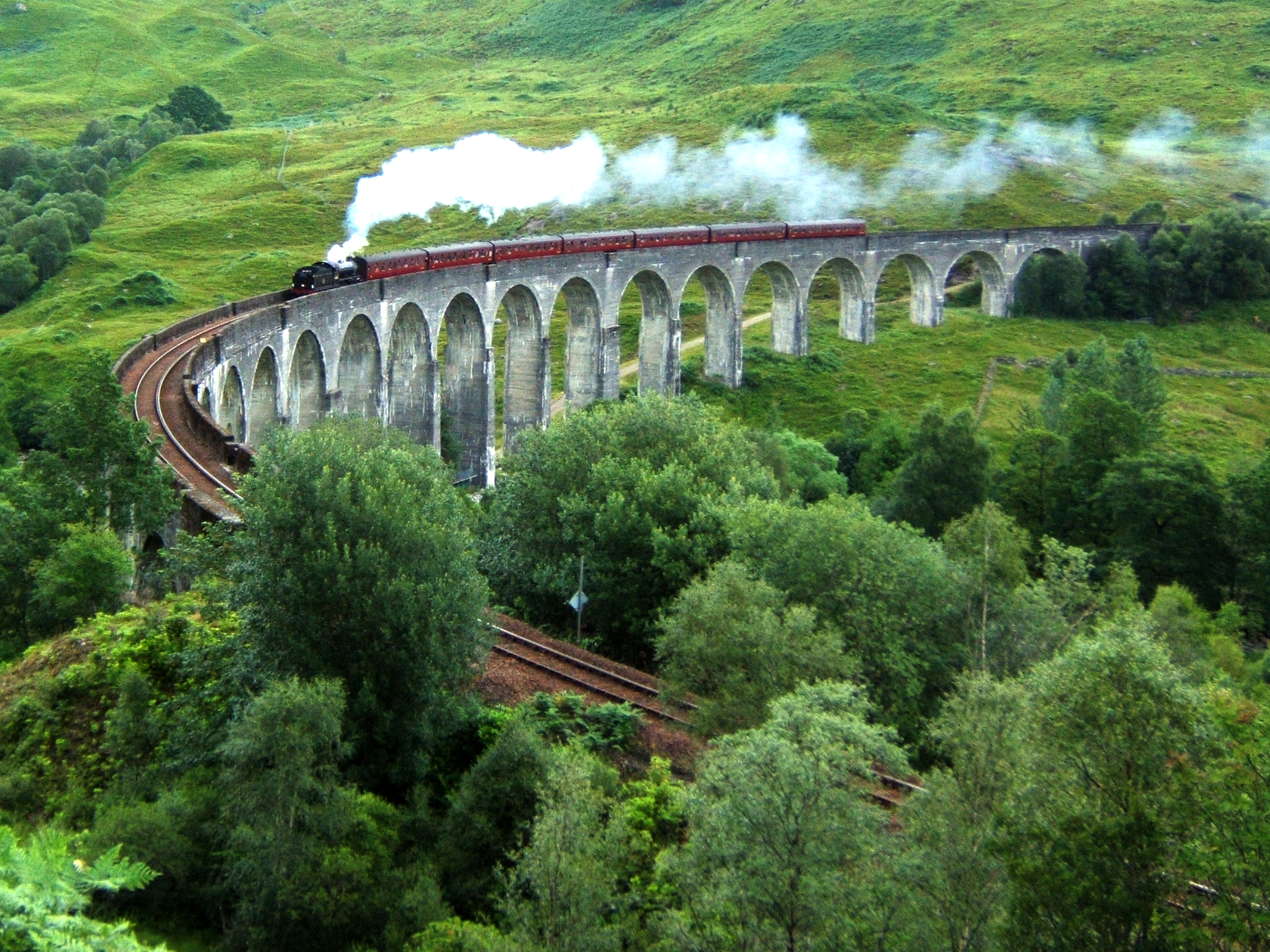
Il treno utilizzato per rappresentare l'Espresso per Hogwarts nelle trasposizioni cinematografiche mentre viaggia sul viadotto Glenfinnan

Il 18 novembre 2005 venne pubblicato Harry Potter e il calice di fuoco, diretto da Mike Newell; Lord Voldemort venne interpretato da Ralph Fiennes, Rita Skeeter da Miranda Richardson, Alastor Moody dall'irlandese Brendan Gleeson, Cedric Diggory da Robert Pattinson, mentre Katie Leung interpretò Cho Chang. Il quarto film fu l'unico nel quale recitarono anche attori che non fossero britannici o irlandesi; l'eccezione fu motivata dalla presenza di personaggi stranieri nel quarto libro: Fleur Delacour venne interpretata dalla francese Clémence Poésy e Viktor Krum dal bulgaro Stanislav Ianevski. Nell'ambito della colonna sonora, John Williams, autore del tema musicale della serie Hedwig's Theme, venne sostituito da Patrick Doyle. Il film riscosse un incasso di 892 milioni di dollari, venne acclamato dalla critica e conquistò 8 premi e 27 nomination, delle quali una agli Oscar.
Harry Potter e l'Ordine della Fenice venne diretto da David Yates e realizzato nel 2006. Per la sceneggiatura Michael Goldenberg sostituì Kloves. Al cast si aggiunsero Imelda Staunton nei panni di Dolores Umbridge, Evanna Lynch nel ruolo di Luna Lovegood ed Helena Bonham Carter di Bellatrix Lestrange. La colonna sonora venne realizzata da Nicholas Hooper. Distribuito a partire dalla mezzanotte tra il 10 e l'11 luglio 2007, raccolse nel solo 12 luglio 44,2 milioni di dollari, riscuotendo un ampio successo di critica e ricevendo due nomination, una all'MTV Movie Awards e l'altra al Teen Choice Awards.
Harry Potter e il principe mezzosangue, diretto da Yates, vide il ritorno di Kloves alla sceneggiatura. Horace Lumacorno venne interpretato da Jim Broadbent, Narcissa Malfoy da Helen McCrory, mentre per il ruolo di Lavanda Brown, per la quale si presentarono settemila aspiranti, fu scelta Jessie Cave; il giovane Tom Riddle venne interpretato da Hero Fiennes Tiffin e da Frank Dillane. Il film, la cui uscita, inizialmente prevista per il 21 novembre 2008, fu poi posticipata all'anno seguente, incassò oltre 77,8 milioni di dollari nel primo fine settimana di debutto e vinse sei premi, tra i quali un Satellite Award, un National Movie Award, un SFX Award e un MTV Movie Award per Tom Felton. Le nomination furono ventotto, tra le quali una agli Oscar.

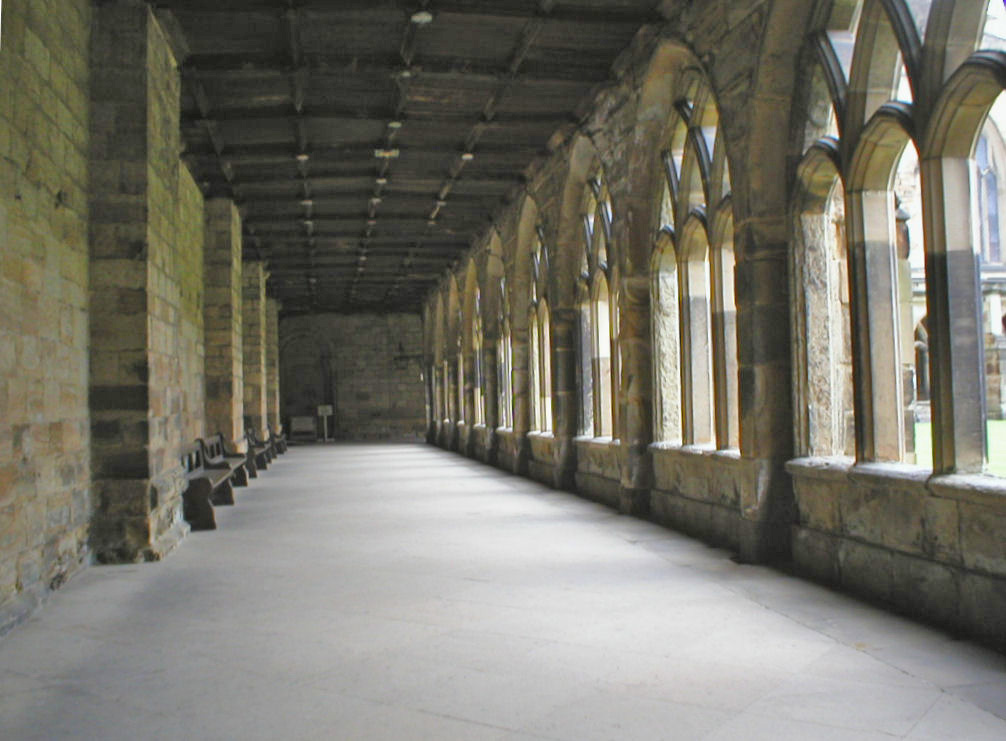
Il chiostro della cattedrale di Durham, utilizzato nei film per rappresentare Hogwarts

L'adattamento dei Doni della Morte venne diviso in due parti; la produzione optò per questa scelta, ritenendo che, considerata la lunghezza del settimo libro e soprattutto l'importanza di ogni momento della sua struttura narrativa, sarebbe stato difficile condensare la trama in un unico film. I due film vennero realizzati contemporaneamente nel corso del 2009. Kloves strutturò la sceneggiatura in modo da realizzare un road movie, nel quale per la prima volta i protagonisti non frequentano Hogwarts e si spostano continuamente. La colonna sonora venne affidata ad Alexandre Desplat. Harry Potter e i Doni della Morte - Parte 1 uscì in anteprima l'11 novembre 2010 e il 19 novembre in tutto il mondo, raccogliendo oltre 125,1 milioni di dollari entro il primo fine settimana. Harry Potter e i Doni della Morte - Parte 2 venne invece presentato in anteprima mondiale il 6 luglio 2011.
La maggior parte delle riprese furono effettuate a Londra, in vari set interni ed esterni, tra questi Harrow School, King's Cross e King's Cross St. Pancras per girare le scene dove i protagonisti prendono l'Espresso per Hogwarts, lo zoo di Londra, l'Australia House nello Strand per la Gringott, il Millennium Bridge, la Charing Cross Road per Il Paiolo Magico, il Leadenhall Market e Stoney Street per Diagon Alley e la stazione di Westminster. Le scene a Hogwarts vennero realizzate in vari edifici medievali, tra i quali Christ Church e la Biblioteca Bodleiana a Oxford, l'abbazia di Lacock nello Wiltshire, la cattedrale di Gloucester nel Gloucestershire e la cattedrale di Durham. Le scene sul Lago Nero nella Camera dei segreti vennero riprese sul Loch Ness. Il treno rappresentato nella Camera dei segreti viaggia nel viadotto Glenfinnan, in Scozia.
I risultati al botteghino combinati insieme per gli otto film di Harry Potter superarono i 7,7 miliardi di dollari, sorpassando ai tempi i ventiquattro film di James Bond e i sette film di Guerre stellari sino ad allora prodotti e diventando la serie con i più alti incassi della storia fino a quel momento.

#### Animali fantastici
Nel novembre 2016 giunse nelle sale il film Animali fantastici e dove trovarli, primo capitolo della serie spin-off/prequel Animali fantastici, che racconta le avventure e i viaggi del magizoologo Newt Scamander, interpretato da Eddie Redmayne. La realizzazione del film vide per la prima volta la Rowling nel ruolo di sceneggiatrice, mentre nell'ambito della produzione venne coinvolto David Heyman, produttore dei film di Harry Potter. La regia venne assegnata a David Yates, che aveva diretto quattro dei film di Harry Potter. L'intenzione fu quella di realizzare una serie di tre film. La Rowling annunciò poi che i film della serie sarebbero stati cinque. Nel novembre 2018 venne distribuito nelle sale Animali fantastici - I crimini di Grindelwald, secondo capitolo della serie. Il protagonista è ancora Newt Scamander insieme ad altri personaggi del precedente film, con la comparsa di un giovane Albus Silente interpretato da Jude Law; Johnny Depp interpretò nuovamente il personaggio di Gellert Grindelwald.

### Serie televisiva
Il 12 aprile 2023 David Zaslav, amministratore delegato di Warner Bros. Discovery, ha confermato la produzione di una serie televisiva basata sui sette romanzi della saga, la cui distribuzione è prevista tra il 2025 e il 2026 sulla piattaforma streaming Max. Secondo J.K. Rowling, produttrice esecutiva e supervisore creativo del progetto, la piattaforma si è impegnata a "preservare l'integrità" dei libri della serie, che infatti è stata definita come un "adattamento fedele" della saga. Il 25 giugno 2024 è stato annunciato che la serie non andrà più in streaming su Max ma sul canale televisivo HBO, il giorno dopo invece viene confermato che Francesca Gardiner e Mark Mylod saranno rispettivamente showrunner e regista della serie. Entrambi saranno anche produttori esecutivi.
Il 9 settembre 2024 iniziano ufficialmente le ricerche per gli attori che interpreteranno Harry, Ron ed Hermione.
Il 14 aprile 2025 viene annunciato che John Lithgow, Janet McTeer, Paapa Essiedu, Nick Frost, Luke Thallon e Paul Whitehouse interpreteranno rispettivamente Albus Silente, Minerva McGranitt, Severus Piton, Rubeus Hagrid, il Professor Raptor e Argus Gazza. Il 27 maggio viene annunciato che Dominic McLaughlin, Arabella Stanton e Alastair Stout saranno rispettivamente Harry Potter, Hermione Granger e Ron Weasley. Il successivo 14 luglio viene annunciato l'inizio delle riprese della prima stagione.

### Teatro

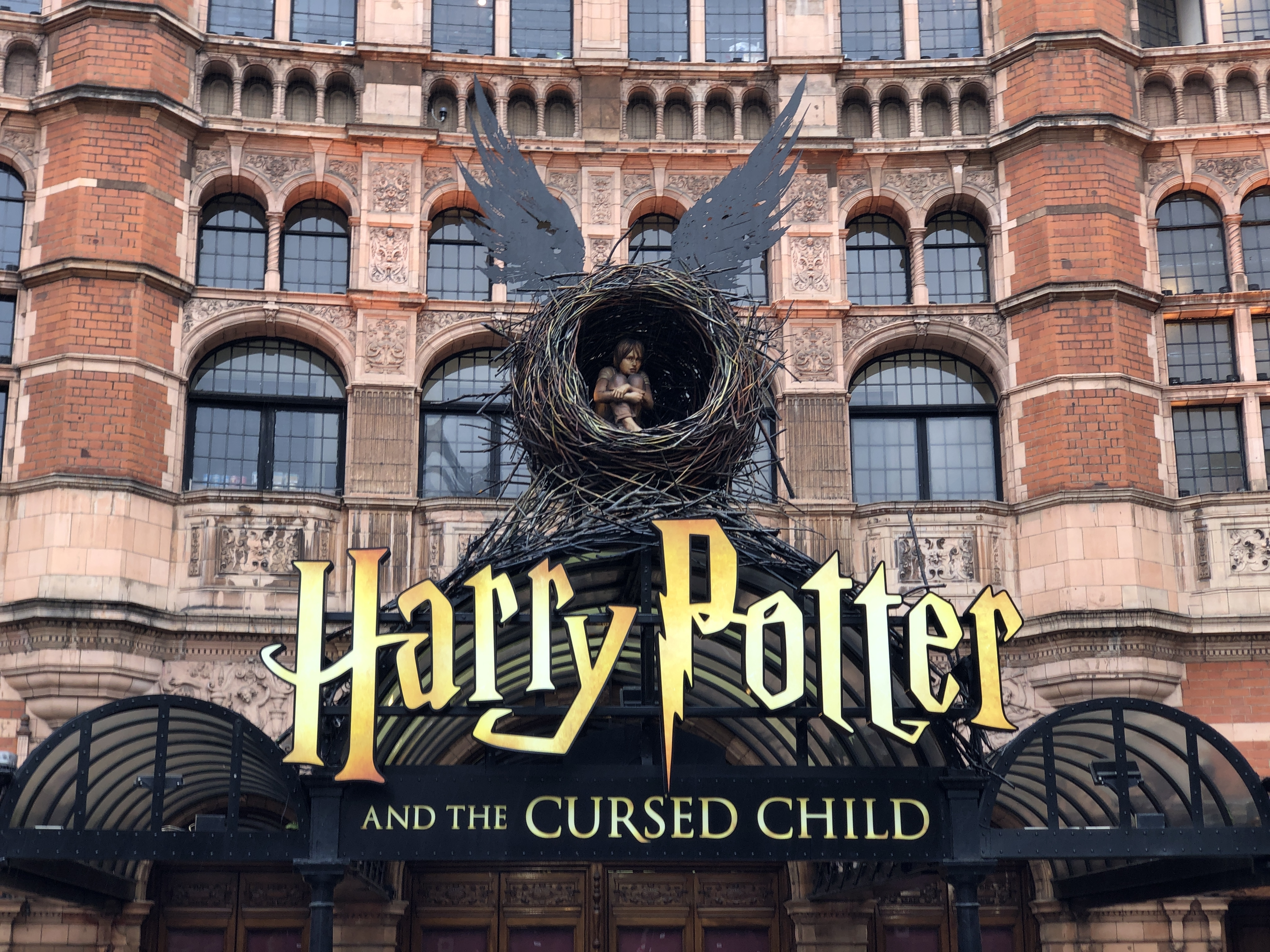
La facciata del Palace Theatre in occasione dello spettacolo

Il 30 luglio 2016 debuttò al Palace Theatre di Londra Harry Potter and the Cursed Child, opera teatrale scritta dalla Rowling insieme allo sceneggiatore Jack Thorne e al regista John Tiffany. Prodotto da Sonia Friedman, lo spettacolo offrì la visione di sofisticati effetti speciali. Lo spettacolo aveva già venduto 175000 biglietti il 7 giugno, in occasione di alcune pre-rappresentazioni. Il dramma, ambientato diciannove anni dopo I Doni della Morte, racconta la storia di Albus Severus Potter, il figlio minore di Harry Potter e Ginny Weasley, in lotta con il peso della fama del padre. Il cast fu composto da attori britannici e i personaggi di Harry, Hermione e Ron furono interpretati rispettivamente da Jamie Parker, Noma Dumezweni e Paul Thornley. La scelta di Dumezweni, di origine sudafricana e i cui tratti somatici differiscono dalla Hermione entrata nell'immaginario comune, colse di sorpresa il pubblico.
Lo spettacolo venne accolto positivamente dalla critica, in particolare la messa in scena venne lodata dal New York Times, dall'Evening Standard e dal Daily Telegraph, mentre il Guardian giudicò lo spettacolo con un voto di quattro stelle su cinque. In seguito al debutto a Broadway nel 2018 lo spettacolo venne accolto positivamente anche dal Variety, dall'Hollywood Reporter e dal Chicago Tribune e vinse sei Tony Awards.

### Videogiochi
A partire dal 2001 la EA Games sviluppò nove videogiochi dedicati al mondo di Harry Potter, otto dei quali relativi a ciascun film e uno incentrato sul quidditch: Harry Potter e la pietra filosofale (2001), Harry Potter e la camera dei segreti (2002), Harry Potter e la Coppa del Mondo di Quidditch (2003), Harry Potter e il prigioniero di Azkaban (2004), 
Harry Potter e il calice di fuoco (2005), Harry Potter e l'Ordine della Fenice (2007), Harry Potter e il principe mezzosangue (2009), Harry Potter e i Doni della Morte - Parte 1 (2010) e Harry Potter e i Doni della Morte - Parte 2 (2011). Questa serie di videogiochi, disponibili per varie piattaforme e console, tra le quali PC, Xbox 360, PlayStation, PlayStation 2, PlayStation 3, Nintendo DS e Nintendo Wii, sono caratterizzati da un ambiente tridimensionale e interattivo e offrono un'avventura dinamica, dove il principale personaggio giocabile è Harry. I giochi consentono l'esplorazione del castello di Hogwarts, mentre Harry Potter e la Coppa del Mondo di Quidditch consente di disputare un torneo internazionale di quidditch.
Contemporaneamente, a partire dal 2001, la LEGO lanciò nel mercato una serie di prodotti dedicati alla saga, tra i quali set da costruzione, giochi da tavolo, libri, sticker books e videogiochi, questi ultimi sviluppati dalla Traveller's Tales, tra i quali LEGO Harry Potter: Anni 1-4 (2010), LEGO Harry Potter: Anni 5-7 (2011) e LEGO Dimensions (2016). Nel 2012 vennero pubblicati Harry Potter per Kinect, sviluppato dalla Eurocom, e Il libro degli incantesimi, sviluppato dalla SCE London Studio. Nell'ambito dei giochi per dispositivi mobili, nell'aprile 2018, uscì il gioco di ruolo Harry Potter: Hogwarts Mystery, ambientato prima degli avvenimenti narrati nei romanzi, mentre nel 2019 venne pubblicato Harry Potter: Wizards Unite, con dinamiche di gioco simili a quelle di Pokémon Go. Nel settembre 2020 la Warner Bros. annunciò il videogioco Hogwarts Legacy, ambientato nel XIX secolo e incentrato in gran parte sull'esplorazione e su attività all'interno del castello di Hogwarts.

### Parchi tematici

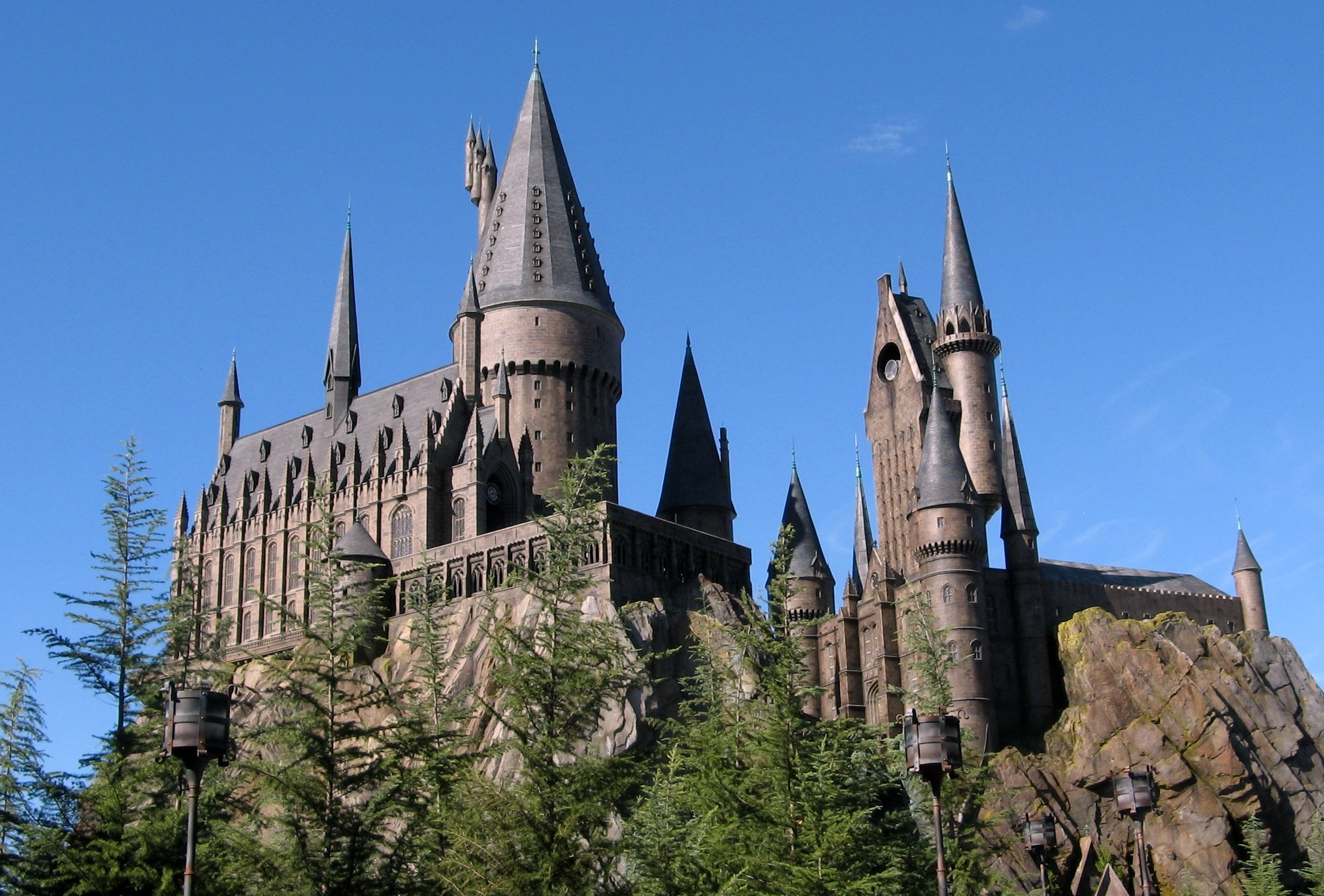
Il castello di Hogwarts nel parco a tema a Orlando

Il Warner Bros. Studio Tour London - The Making of Harry Potter costituisce un museo nei pressi di Abbots Langley, nello Hertfordshire, in Inghilterra, all'interno degli Studi Leavesden, che ospita e permette di visitare alcuni degli scenari principali, dei costumi e degli oggetti di scena della saga cinematografica. Il museo ospita, tra i tanti, i set di Privet Drive, gli interni della Sala grande di Hogwarts e un modellino di Hogwarts.
La Universal Pictures ha aperto il The Wizarding World of Harry Potter, una serie di parchi divertimento a Orlando, Los Angeles e Osaka, dedicati al mondo di Harry Potter. I parchi ricostruiscono gli scenari più caratteristici della saga come la scuola di Hogwarts, il villaggio di Hogsmeade, l'Espresso per Hogwarts, Diagon Alley e Notturn Alley. Tra le principali attrazioni offerte dai parchi si citano il Flight of the Hippogriff, l'Harry Potter and the Forbidden Journey, l'Escape from Gringotts e il Dragon Challenge.